# Velká francouzská revoluce
Velká francouzská revoluce je označení pro období dějin Francie mezi lety 1789 a 1799, tedy zhruba od svolání generálních stavů králem Ludvíkem XVI. do uchopení moci Napoleonem Bonapartem. Tehdejší absolutní monarchie byla v průběhu revoluce nahrazena „vládou lidu“ (demokracií) - Francie postupně přešla od konstituční monarchie k republice. Základními principy revoluce byly občanská svoboda a rovnost lidí před zákonem, které byly zakotveny v Deklaraci práv člověka a občana. K průvodním jevům revoluce ovšem patřilo i krvavé pronásledování všech odpůrců nových pořádků.
Obecně je Francouzská revoluce vnímána jako hlavní přelomový bod evropských kontinentálních dějin, znamenala přechod od absolutismu k občanství a ustavení lidu jako hlavní politické síly (moci). Kromě toho však také zrodila moderní politický teror.
I když se Francie po pádu první republiky Napoleonovým státním převratem zmítala 75 let mezi republikou, císařstvím a restaurací někdejšího království, revoluce způsobila definitivní pád starého režimu. Zastiňuje i následující revoluce z let 1830 a 1848.

## Historie

### Počátek revoluce

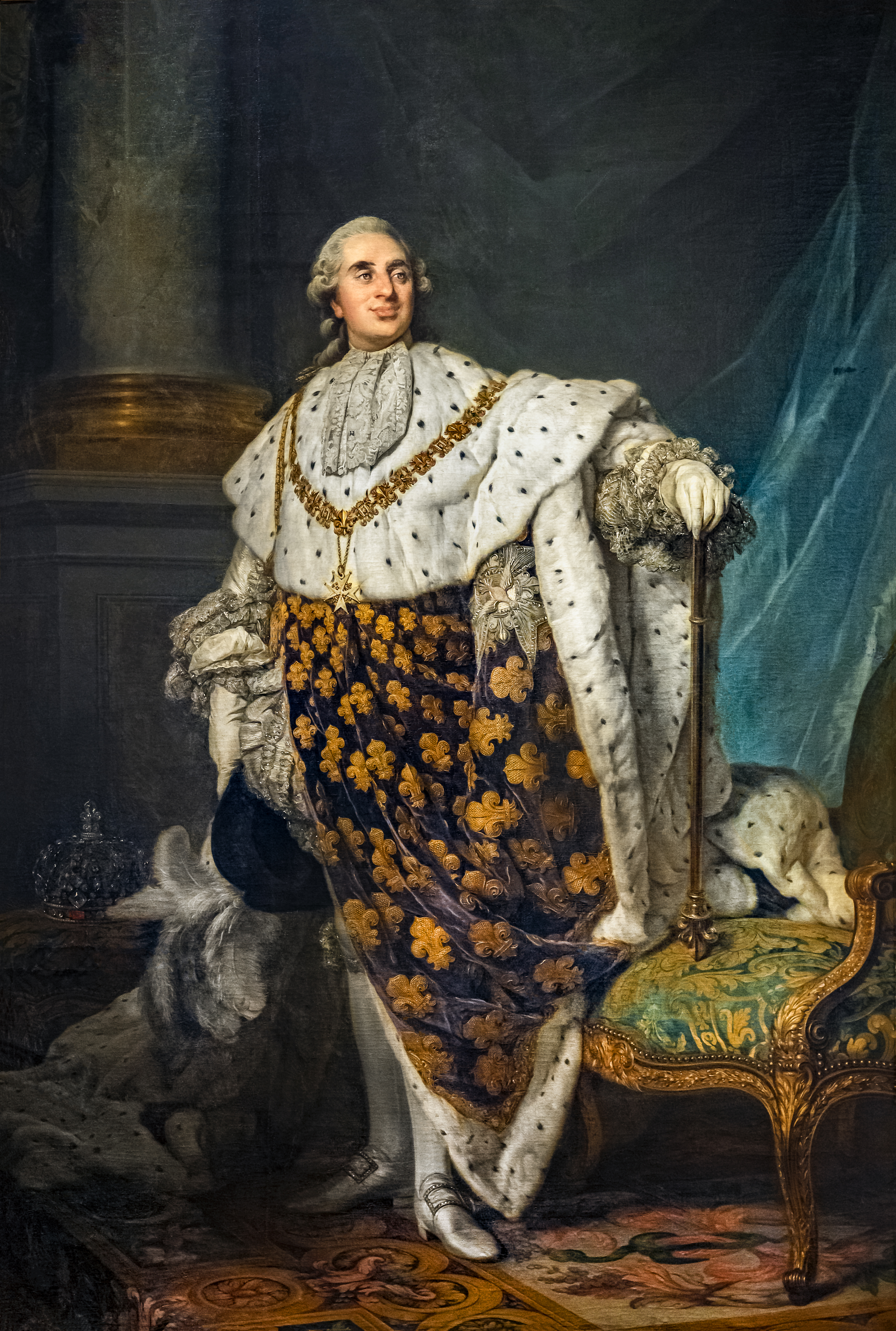
Ludvík XVI.

Předrevoluční Francie, známá též jako Ancien régime (starý režim), byla formálně absolutistickou monarchií. Francouzská společnost byla rozdělena do tří stavů. První stav (asi 0,5 % obyvatel) tvořili katoličtí duchovní a římský katolicismus byl také jediným povoleným vyznáním v zemi (od roku 1787 pak došlo k částečné toleranci nikoli však zrovnoprávnění protestantů). Církev byla centrem politické i ekonomické moci – vlastnila mezi 6-10 % půdy a v celé zemi měla nárok na církevní desátek – a zároveň klíčovou součástí každodenního života, protože kromě ryze náboženských úkonů dohlížela mimo jiné na školství. Druhý stav představovala francouzská šlechta, v rámci níž lze rozlišovat tradiční šlechtu s dlouho drženými tituly i rodovými majetky a původně bohaté představitele třetího stavu, kteří šlechtický titul získali nově buď za službu ve státních úřadech, nebo za peníze, známé jako "noblesse de robe". Do třetího stavu pak spadal zbytek společnosti od bohatých obchodníků a intelektuálních profesí po dělníky či venkovskou chudinu. Jakkoli nešlo o zcela sociálně nepropustný systém, první dva stavy se těšily řadě privilegií včetně daňových výjimek a šlechtický původ zajišťoval přednostní přístup do vyšších státních, armádních či církevních pozic. 

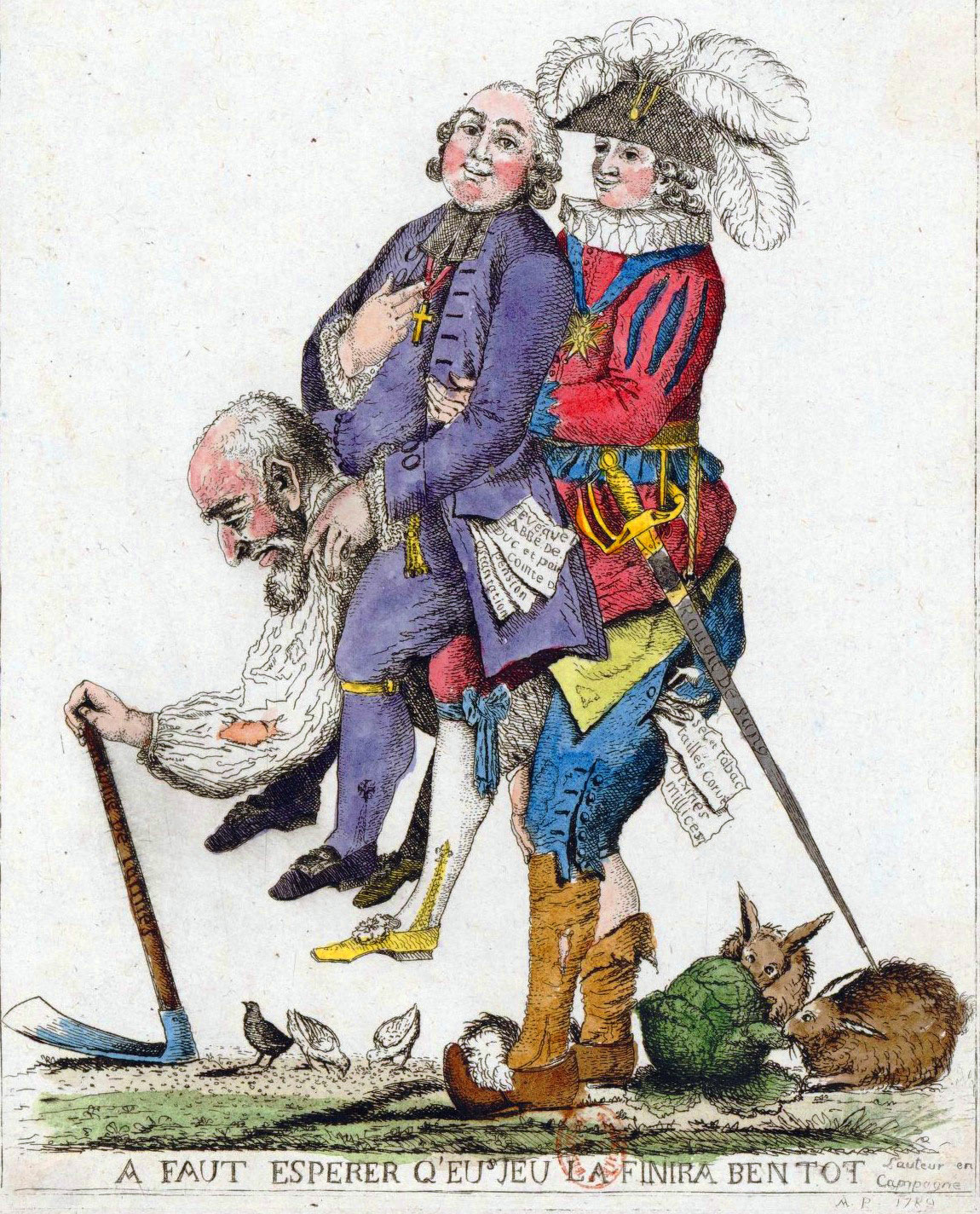
Karikatura zobrazuje třetí stav nesoucí na svých bedrech šlechtu a církev

Francie se již delší dobu potácela na pokraji státního bankrotu. Mezi jeho příčiny patřil nerovný a nepřehledný daňový systém. Daně a cla se mohla lišit podle jednotlivých regionů. Nejkritizovanějším rysem systému však byla skutečnost, že daňové břemeno leželo téměř výhradně na třetím stavu, zatímco první dva stavy byly většiny daní ušetřeny. Výnosy z daní tak s postupem času nebyly schopny pokrýt náklady dvora a zejména zvětšujícího se úředního aparátu. Hospodářská (ekonomická) situace se výrazně zhoršila, od začátku 80. let 18. století začaly být uskutečňovány reformy pro povzbuzení výroby (zrušení vnitřního cla, některých poplatků zatěžujících výrobu). K hospodářským problémům se přidala i nepřízeň počasí, která byla zapříčiněna erupcí islandské sopky Laki v roce 1783. Během sopečné erupce se dostalo do atmosféry velké množství sopečného popela a sopečných plynů vedoucí k poklesu teplot v Evropě po několik následujících let. Změna teploty a menší množství dopadajícího slunečního záření se projevila v neúrodě zemědělských plodin a následném strádání populace. Krize byla podpořena velkými jednorázovými výdaji státu, zejména podporou americké války za nezávislost.

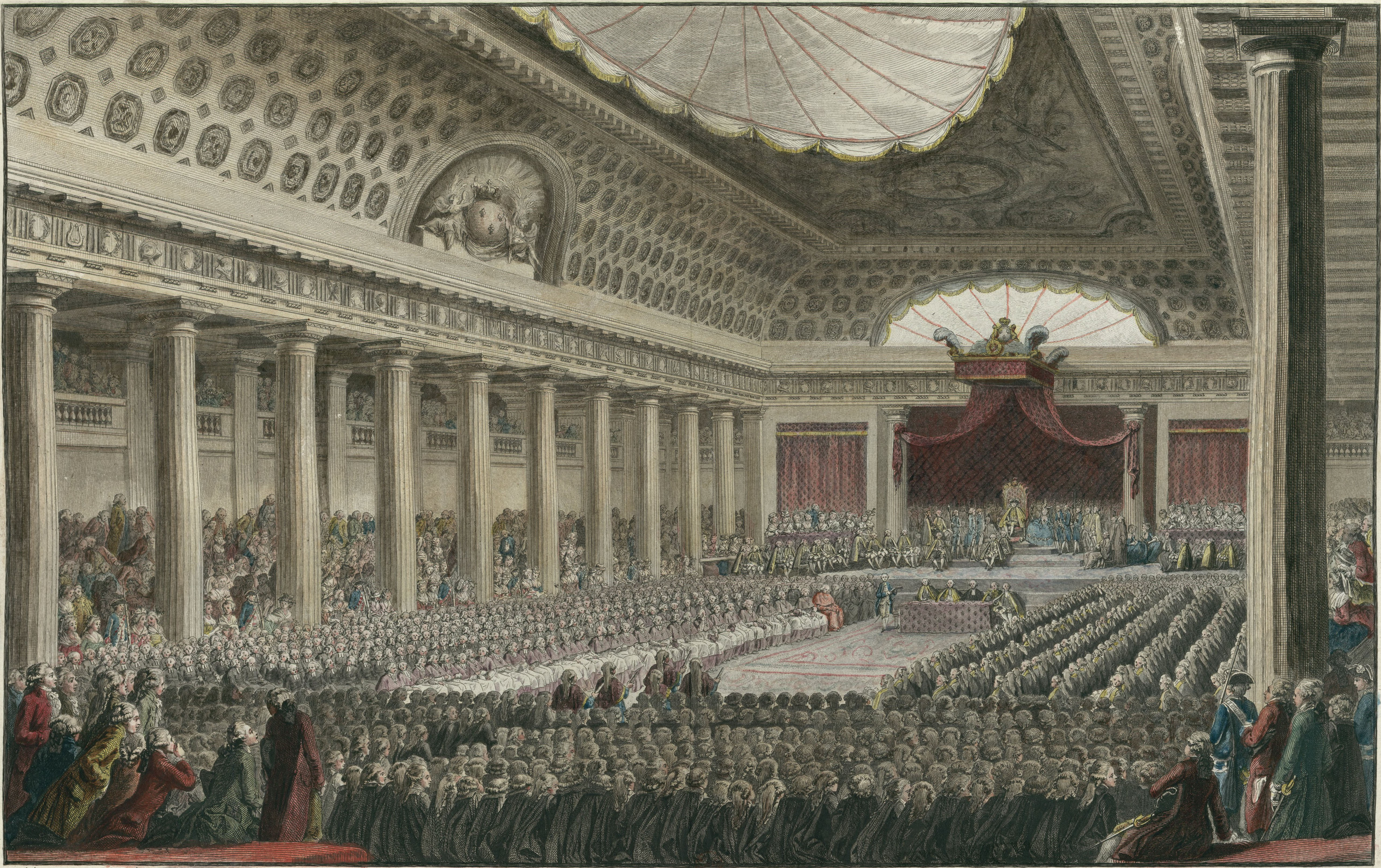
Generální stavy 5. května 1789

Stabilita režimu byla dlouho založena na spolupráci mezi monarchií a privilegovanými stavy – ta byla ale narušena kvůli neudržitelné ekonomické situaci a počínání reformních ministrů (Necker, Calonne). Šlechta vystoupila proti reformě soudů (parlements) i místní administrativy a zejména požadavku, aby se začala podílet na daňovém systému. Proti soudní reformě roku 1788 vypuklo povstání (Journée des Tuiles) v Grenoblu v Dauphiné. Poté, co návrhy reforem oficiálně odmítlo Shromáždění notáblů (Assemblée des notables), tj. nejvýznamnějších představitelů církve a šlechty, svolal král Ludvík XVI. na 5. května 1789 generální stavy, které mu měly pomoci reformy prosadit a to poprvé od roku 1614. Na shromáždění generálních stavů měl mít třetí stav stejně poslanců jako šlechta a duchovenstvo dohromady. Jenže to vypadalo jako prázdné gesto, protože ve shromáždění se hlasovalo podle stavů (tedy jeden stav – jeden hlas) ne podle hlav (tedy jeden poslanec – jeden hlas). Zástupci třetího stavu chtěli kromě placení daní s oběma privilegovanými stavy projednávat i reformy ve společnosti, první dva stavy (za podpory krále) nesouhlasily. Dále se král se šlechtou snažili omezit působnost generálních stavů na pouhé poradní těleso na rozdíl od třetího stavu, který se dožadoval rozšíření jeho práv na nejvyšší zákonodárný orgán země.

Pád Bastily, Jean-Pierre Houël

Po dlouhých dohadech se proto třetí stav rozhodl vytvořit 17. června Národní shromáždění, v němž by se již nepřihlíželo ke stavům a každý poslanec by byl zástupcem národa s jedním hlasem. K tomuto požadavku se připojila výrazná část nižšího duchovenstva a několik liberálních šlechticů. Když však 20. června našli hlavní jednací sál zamčený, přesunuli se do míčovny, kde složili přísahu, že se nerozejdou dokud nedají Francii ústavu. Král se nejprve pokusil toto úsilí zmařit a shromáždění rozpustit, 27. června ale ustoupil a vyzval členy zbylých stavů, aby se k Národnímu shromáždění připojili. Dne 9. července se toto shromáždění prohlásilo Ústavodárným národním shromážděním.
Ludvík sice ustoupil, ale poslal k Versailles, kde se sněm konal, vojsko a navíc odvolal populárního ministra Neckera. Na protest proti tomu Pařížané vtrhli do královské zbrojnice, zabavili na 32 tisíc pušek, ukořistili 50 tisíc pík, sestavili milice a časně ráno 14. července 1789 napadli vězení Bastilu, symbol královského útlaku. Po pěti hodinách bylo toto vězení dobyto. Nejprve se zdálo, že zdejší posádka hodlá s Pařížany jednat, nakonec však došlo k přestřelce, po které lid Bastilu dobyl. Zabit byl mimo jiné guvernér Bastily de Launay. Z vojenského hlediska mělo vítězství relativně malý význam (který spočíval v tom, že spolu s pevností se lid zmocnil i značných zásob munice, které v ní byly uloženy), ale pro psychiku lidí to mělo význam obrovský. „Půjde to!!!“ se stalo heslem dne. Díky povstání vznikla pařížská komuna (městská samospráva), zatímco starostou Paříže byl zvolen poslanec Bailly, jeden z klíčových aktérů přísahy v míčovně. Část ozbrojených Pařížanů se také zformovala v národní gardu, do jejíhož čela byl postaven markýz de La Fayette. Zásah pařížského lidu navíc zbavil Národní shromáždění hrozby z ozbrojeného zásahu krále a zdůraznil princip suverenity lidu. Na druhou stranu však poslance konfrontoval s otázkou oprávněnosti lidového násilí při prosazování revolučních cílů. Vítězstvím Pařížanů je zpravidla datován počátek revoluce. 

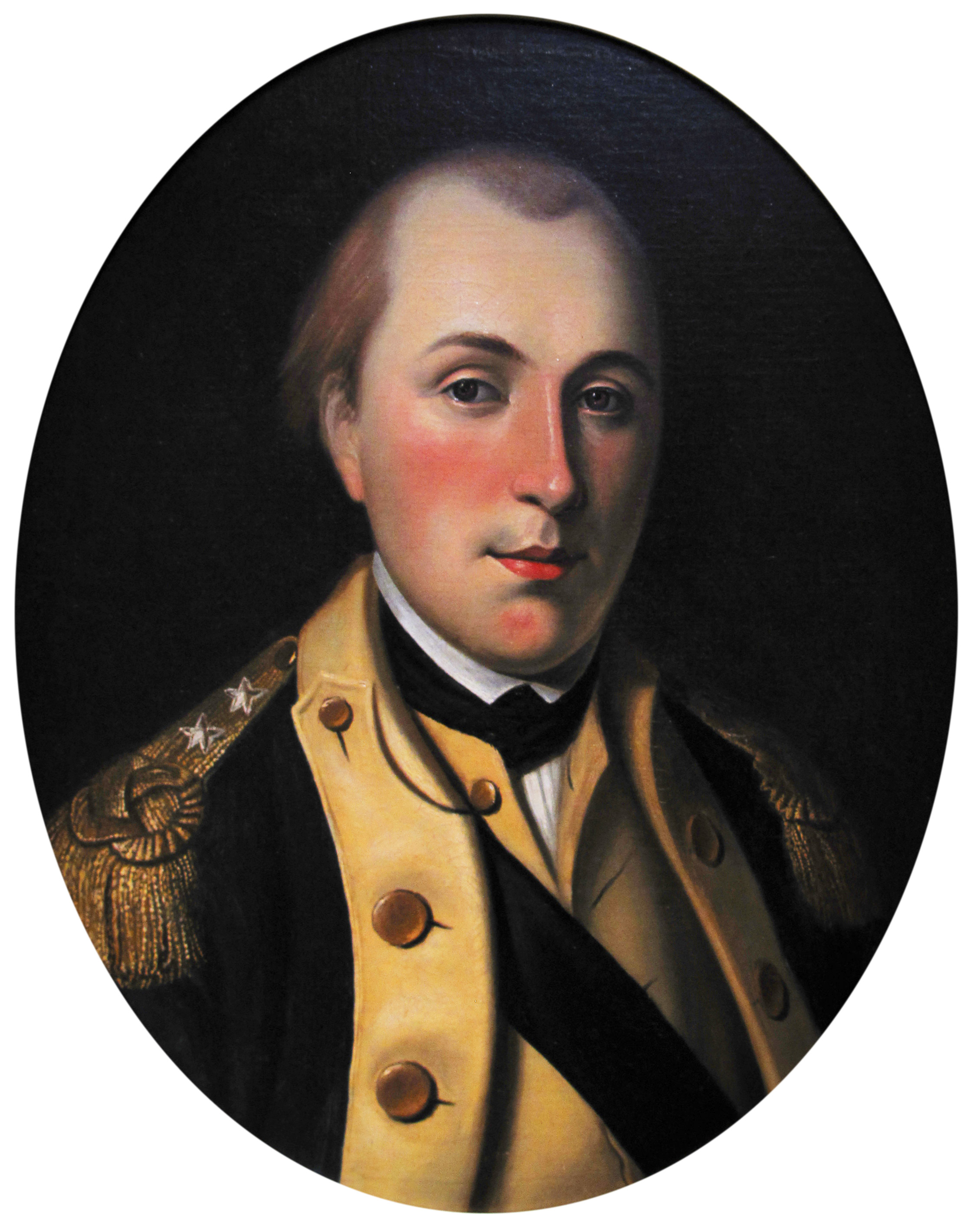
Markýz de La Fayette

### Monarchistické období
Revoluční činnost se rozšířila po celé zemi a i za jejími hranicemi. Mocenské orgány byly rozpouštěny a byly ustanovovány nové městské rady. V období zvaném Grande Peur (Velký strach) mezi červnem a srpnem 1789 se venkované vzbouřili proti šlechtické vrchnosti, kterou podezírali ze snahy zvrátit revoluci a ze záměrného poškozování úrody. Domáhali se zejména zrušení všech poddanských dávek, a tak byly útoky na paláce spojené zejména s ničením daňových registrů. Ústavodárné národní shromáždění reagovalo bouřlivou noční debatou ze 4. srpna, ve které zástupci církve a šlechty deklarovali ochotu vzdát se svých privilegií. Mnohá z nich – daňové výjimky, výhradní právo na užívání lesů či lov, šlechtický dohled nad soudy, nárok na neplacenou poddanskou práci či církevní desátky – byla skutečně v následujících týdnech zrušena. Zůstala ale povinnost odvádět šlechtě poplatky za využívání půdy, které byly nově legitimizovány nikoli feudálními povinnostmi, ale majetkovými právy.  Základní principy revoluce, zejména občanská svoboda a rovnost, pak byly zakotveny v Deklaraci práv člověka a občana, kterou shromáždění přijalo 26. srpna. Část kontrarevoluční šlechty na události reagovala odchodem ze země a sám král srpnové dekrety a Deklaraci odmítal potvrdit.
5. října 1789 začal takzvaný Ženský pochod na Versailles, kdy během dne propukaly nepokoje mezi trhovkyněmi na tržištích v Paříži kvůli vysokým cenám a nedostatku chleba, v této náladě jedna mladá žena na tržišti ve východní Paříži začala bubnovat, následně si dav žen vynutil rozeznění zvonů v nejbližším kostele. Následně se dal dav na pochod a cestou se rozrůstal, až dorazil k pařížské radnici, kde požadoval potraviny a zbraně, v tomto momentě dav čítal asi 6 až 7 tisíc osob (žen i mužů). Před radnicí muž jménem Stanislas Maillard, který se výrazně účastnil již útoku na Bastillu a mezi trhovkyněmi byl populární, vykřikl „à Versailles!“ (na Versailles) a stal se neoficiálním vůdcem davu, který si vynutil přístup do městské zbrojnice v radnici a ozbrojil se. Následně se dav vydal na pochod k zámku Versailles, jenž mu zabral asi 6 hodin. Před palácem se dav spojil s davem nespokojenců z nejbližšího venkova a společně si vynutili, aby je Ústavodárné národní shromáždění pustilo do svého zasedacího sálu, což členové shromáždění učinit museli, pokud se chtěli vyhnout konfrontaci, jež by pro ně byla značně nevýhodnou, neboť byli v místě aktuálně sami bez jakýchkoliv ozbrojenců. Před shromážděním dav přednesl, že jejich jediným důvodem příchodu je nedostatek potravin, jehož řešení požaduje. Dav si ze svého středu zvolil jako zástupce šest trhovkyň, které byly přivedeny před krále Ludvíka XVI.

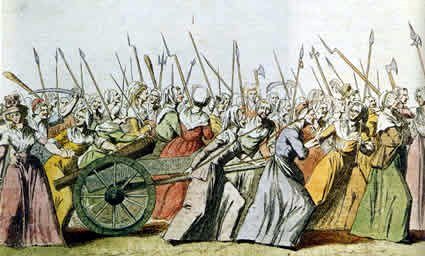
Ženský pochod na Versailles

Tyto ženy byly okouzleny královým šarmem a spolu s částí davu uspokojeny příslibem distribuování potravin z královských zásob, tímto byla část žen a Stanislaus Maillard přesvědčena k odchodu do Paříže, ale většina davu setrvala ve Versailles, v přesvědčení, že král slib nedodrží, snad pod vlivem královny Marie Antoinetty. Kolem šesté hodiny večerní král vyhlásil další rozsáhlé ústupky a přísliby, načež se on i většina přítomných domnívala, že se dav ráno rozejde. Následujícího dne, 6. října 1789 kolem šesté hodiny ráno, malá skupinka z davu objevila, že jedna z bran paláce není hlídána a vnikla dovnitř, hledajíc královninu ložnici. Po paláci je pronásledovaly královské stráže a následně došlo ke střelbě, při níž byl zabit jeden mladý člen davu. Okamžitě vypukl veliký chaos, kdy dav začal zabíjet královy strážce. Nakonec se markýzovi Lafayettovi podařilo vyjednáváním situaci v paláci uklidnit a násilí tím zastavit. Dav opustil palác, ale stále se pohyboval v jeho okolí a královi vojáci odmítali na dav zaútočit. Lafayette krále přesvědčil, aby společně vystoupili před dav na balkoně paláce, kde král slíbil, že se přesune do Paříže, což se setkalo s bouřlivou pozitivní reakcí doprovázenou výkřiky Ať žije král! ("Vive le Roi!"). Následně dav žádal, ať na balkóně s Lafayettem vystoupí i královna, která tak učinila, ač na ní řada členů davu mířila mušketami. Lafayette demonstrativně políbil královně ruku a dav přijal celé vystoupení královny s respektem a dokonce se ozvaly i ojedinělé výkřiky Ať žije královna! ("Vive la Reine!"). Kolem jedné hodiny odpoledne se královská rodina i s davem vydala na cestu do Paříže. Po příchodu do Paříže se dav rozešel a královská rodina se usídlila v paláci Tuileries. Zásah pařížských žen spolu s reprezentanty shromáždění také donutil Ludvíka potvrdit Deklaraci práv člověka a občana a srpnové dekrety.

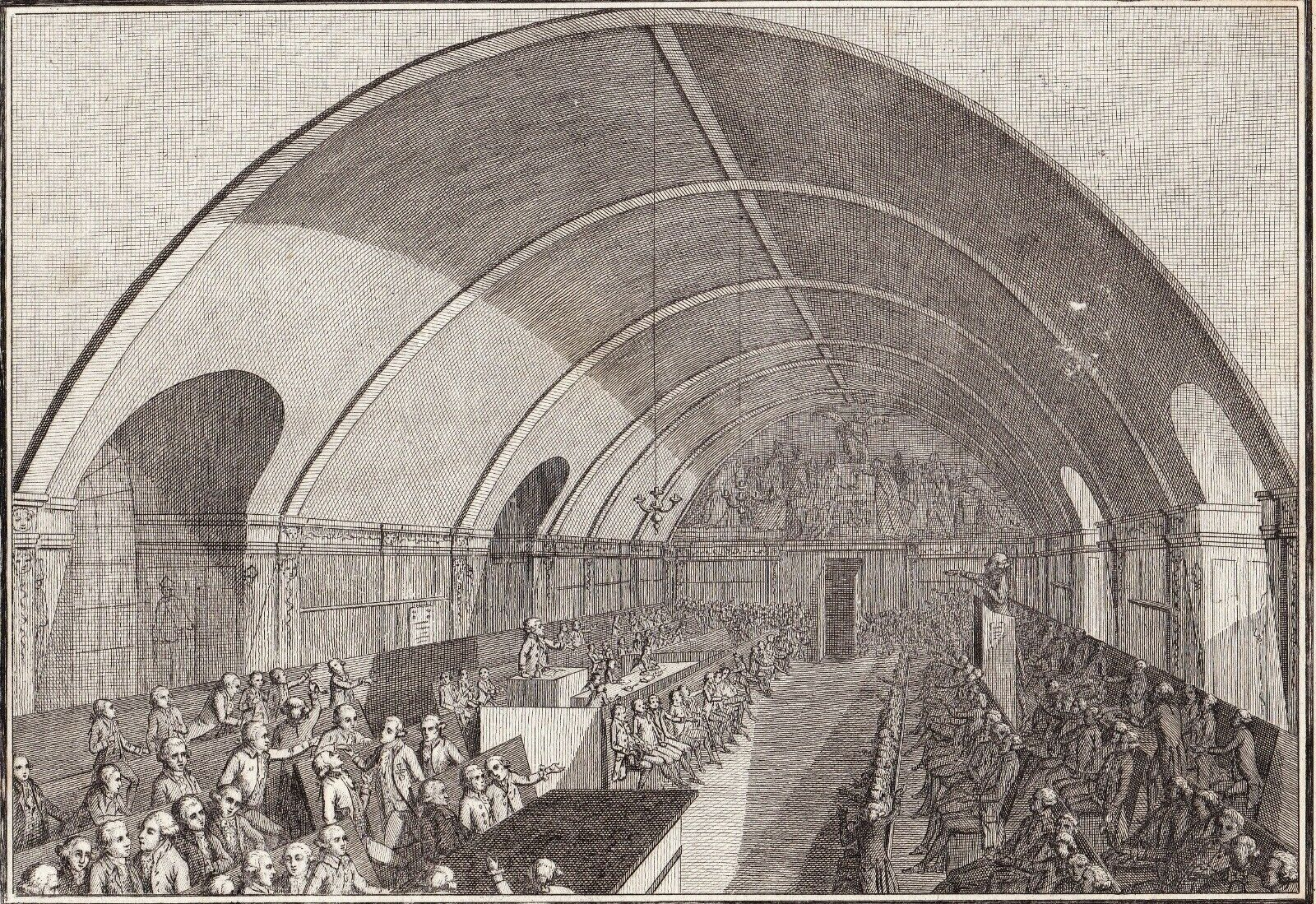
Jakobínský klub

S králem se do Paříže přesunulo i Ústavodárné shromáždění. V novém shromáždení došlo k vytvoření zasedacího pořádku založeného na ideové blízkosti poslanců, které tak dalo vzniknout moderní terminologii pravice a levice. V praxi šlo ale o různorodé spektrum názorů od pravice požadující návrat ke starému režimu až po levici usilující o rozšíření revolučních výdobytků, spíše než o moderní ekonomické dělení. Se sněmovní levicí byl úzce provázán vznik pařížské Společnosti přátel ústavy, známější pod označením jakobínský klub, který ve svých počátcích sdružoval poslance od politického středu (La Fayette, Mirabeau), přes levicovější "triumvirát" Barnave, Duport a Lamethe až po tehdejší radikální levici (Pétion, Robespierre). V klubu se ale nescházeli jen poslanci, ale i běžní příznivci revoluce, a tak se sesterské jakobínské kluby začaly brzy šířit po celé Francii. Jakobíni však nebyli zdaleka jediným klubem své doby – nejradikálnější pařížští aktivisté (Marat, Desmoulins) tak například začali sdružovat v klubu kordeliérů.

#### Reformy a rozpory Ústavodárného shromáždění

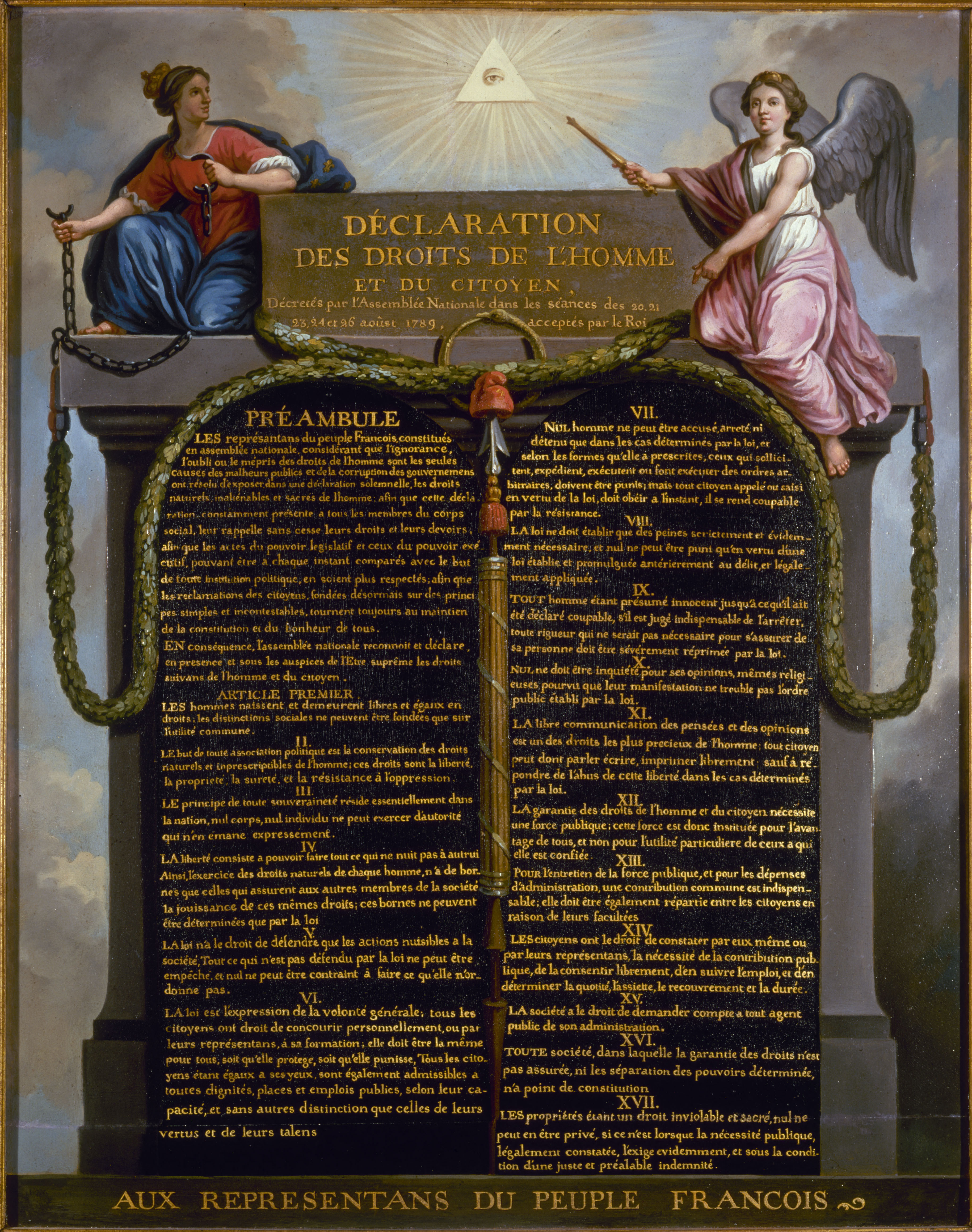
Deklarace práv člověka a občana z roku 1789

Ústavodárné shromáždění se snažilo sjednotit a zprůhlednit právní a daňový systém. Zrušilo tak většinu nepřímých daní a položilo důraz na daň z příjmu. Zavedlo nový trestní zákoník, který sjednotil soudní soustavu, vyňal ji z rukou šlechty a církve, a odstranil stavovsky nerovné tresty. Shromáždění sice odmítlo úplně zrušit trest smrti, omezilo ale jeho užívání na nejvážnější zločiny a paletu bolestivých popravních metod nahradilo stětím guillotinou. Potvrdilo také rovná občanská práva náboženských menšin, zejména protestantů a židů.
Při přípravě nové ústavy se však projevilo ideologické rozdělení poslanců. Otázka vztahu krále a shromáždění byla nakonec vyřešena kompromisem, který přiznával králi právo jmenovat ministry a velvyslance, vyhlašovat válku a suspenzivní veto. Sněmovní pravice a střed položily v připravované ústavě důraz na vlastnictví a na Sieyesův návrh společně prohlasovaly ústavní rozdělení občanů na "aktivní" a "pasivní". "Pasivním občanům" tedy asi dvou pětinám dospělých mužů odvádějícím nižší nebo žádné daně tak byla stejně jako ženám odepřena politická práva – právo volit, předkládat petice či vstupovat do Národní gardy. Právo být volen bylo omezeno ještě vyšším daňovým minimem, které splňovalo asi jen 50 tisíc mužů. Došlo tak k prvnímu rozdělení mezi "středovými" jakobíny (Mirabeau, La Fayette), kteří brzy založili konkurenční Klub 1789 a omezení volebního práva podporovali, a jakobínskou levicí (Robespierre, Pétion, Grégoire), která ho označila za porušení principů vyhlášených v Deklaraci práv.

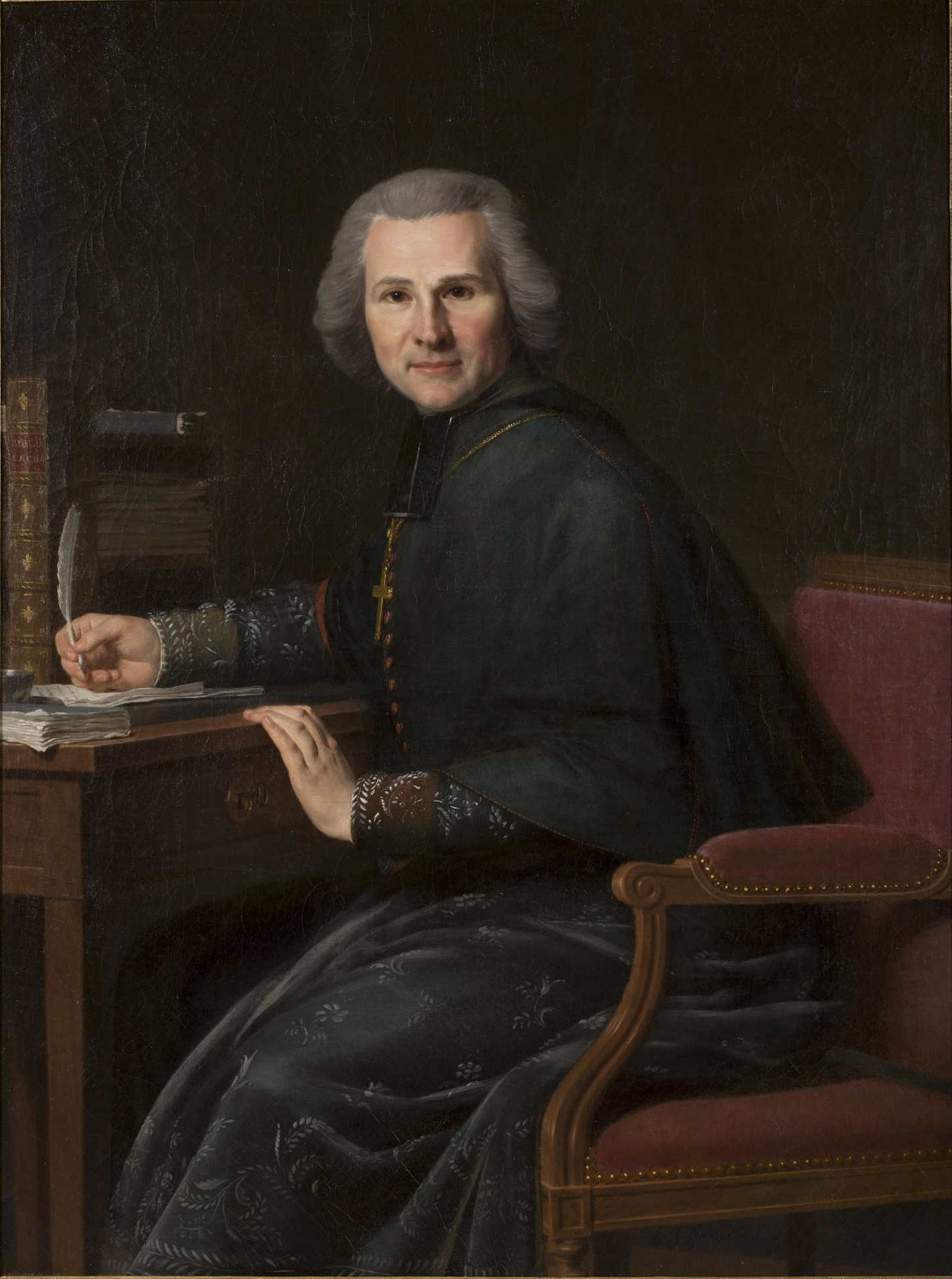
Henri Grégoire, levicový poslanec a biskup Ústavní církve (François, 1800)

Dalším zdrojem sporů na levici se stala koloniální otázka. Zástupci radikální levice ve Shromáždění (Grégoire, Robespierre...) i mimosněmovní aktivisté (Brissot, de Gouges) usilovali o zrovnoprávnění nebělošského obyvatelstva v koloniích a o postupné zrušení otroctví. Na stranu bílých kolonistů a otrokářů se ale postavila vlivná část jakobínského klubu od Baillyho po Barnava, které se ve Shromáždění podařilo prosadit zachování kolonialního statu quo.
Řešení bankrotu spojilo Shromáždění s novou náboženskou politikou. Na návrh biskupa Talleyranda rozhodlo o znárodnění církevního majetku a jeho prodeji s cílem umořit dluh. Na oplátku slíbilo financovat platy duchovních a srovnat přitom rozdíly mezi běžnými faráři a církevní hierarchií. Nová náboženská politika shromáždění se projevila zejména v zavedení tzv. Občanské ústavy duchovenstva (Constitution civile du clergé), která měla přeorganizovat církev (dosud podléhající díky galikanismu královské kontrole) podle revolučních principů. Všichni církevní hodnostáři od faráře po biskupa měli být nově demokraticky voleni, zatímco povinný celibát a řeholní sliby byly zrušeny. Duchovní měli také skládat přísahu věrnosti Francii a její ústavě. Tyto reformy pohoršily jak část sněmovní pravice, tak papeže Pia VI., který již dříve odsoudil Deklaraci práv člověka a občana. Nyní zavrhl Ústavu duchovenstva a revoluční přísahu, což v důsledku donutilo duchovní vybrat si mezi věrností papeži a revoluci. Rozdělili se tak na "Ústavní církev" a vzdorující kněze (prêtres réfractaires), kteří se stali zejména na venkově jednou z opor kontrarevoluce.

#### Krize konstituční monarchie

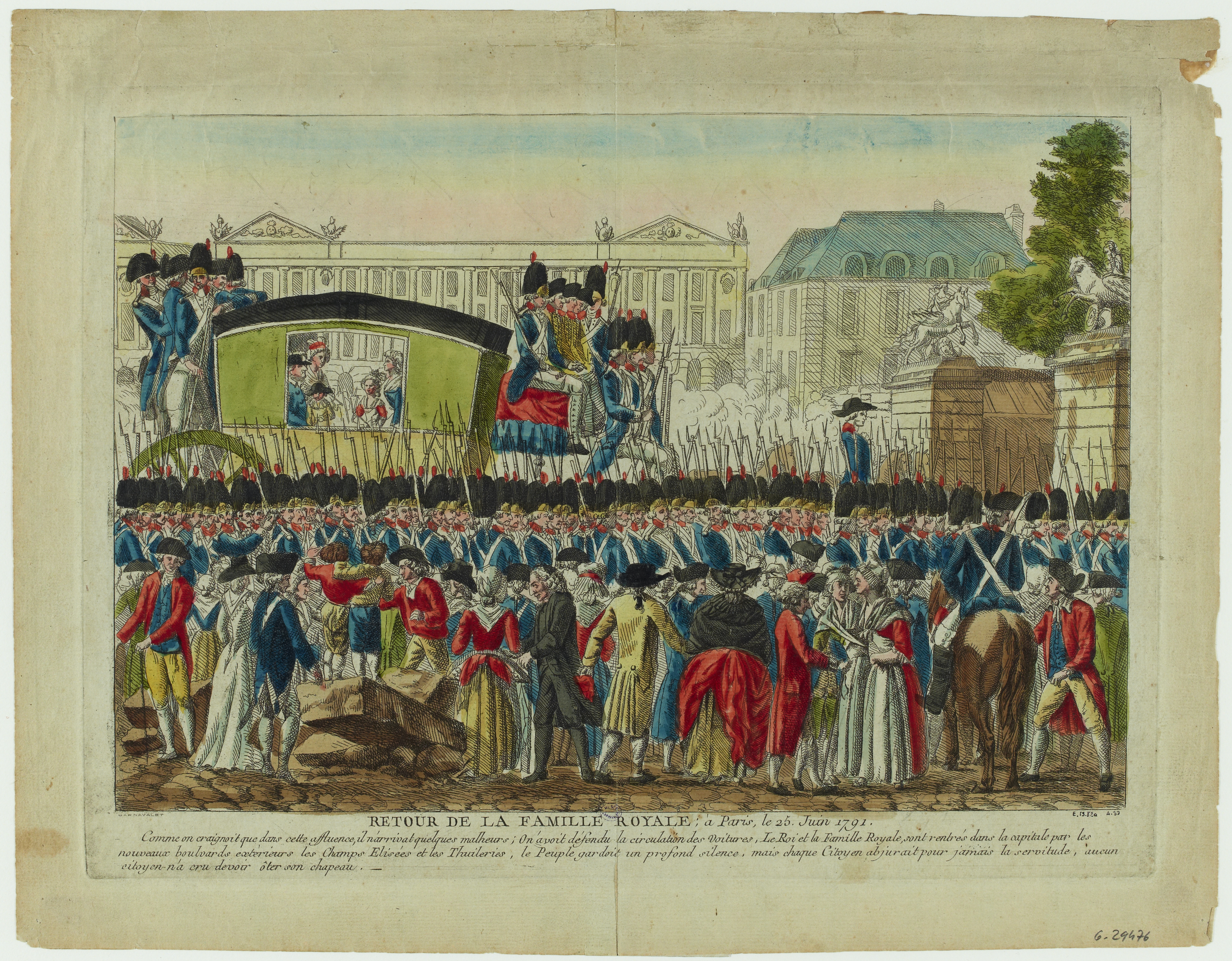
Návrat královské rodiny do Paříže po nezdařilém útěku do Rakouska (anonymní leták, 1791)

Královská rodina reagovala na sněmovní reformy a postupné omezování vlastních pravomocí pokusem o útěk do Rakouska, kde měla spojit síly s královniným bratrem Leopoldem II. a ztracenou moc získat zpět pomocí vojenského zásahu. Při útěku však byli zadrženi ve Varennes a navráceni do Paříže. Útěk udělal z krále v očích mnohých, kterými byl do té doby vnímán jako "otec národa" spolupracující s revolucí, zrádce. Dosavadní konstituční monarchisté na levici shromáždění jako Robespierre či Grégoire volali po procesu s Ludvíkem XVI., zatímco radikální pařížští aktivisté – zejména klub kordeliérů – žádali přímo zavedení republiky. Většina shromáždění pod vedením markýze de Lafyette a konzervativně jakobínského "triumvirátu" Barnave, Duport, Lamethe se však pokusila monarchii za každou cenu zachovat a královo zmizení svedla na personál, kterým měl být unesen.  Tato nové sněmovní aliance na jednu stranu dále omezila faktickou moc krále, zároveň ale prosadila represivní zásahy vůči revoluční levici. Starosta Bailly s markýzem de La Fayette nechali vojáky národní gardy rozstřílet demonstraci za republiku na Champs de Mars. Radikální kluby (kordeliéři, Cercle social) byly zavírány, noviny rušeny a řada radikálů (Danton, Marat) utekla dočasně v obavách před zatčením z Francie. Málem zanikl i sám jakobínský klub, který opustila většina poslanců od La Fayetta po Barnava, aby založili nový klub feuillantů. Skupině zbývajících poslanců okolo Robespierra a Pétiona se ale podařilo klub včetně jeho provinčních odnoží konsolidovat a to na výrazně levicovější platformě, takže do něj naopak začali vstupovat radikální pařížští aktivisté jako Brissot nebo Danton.

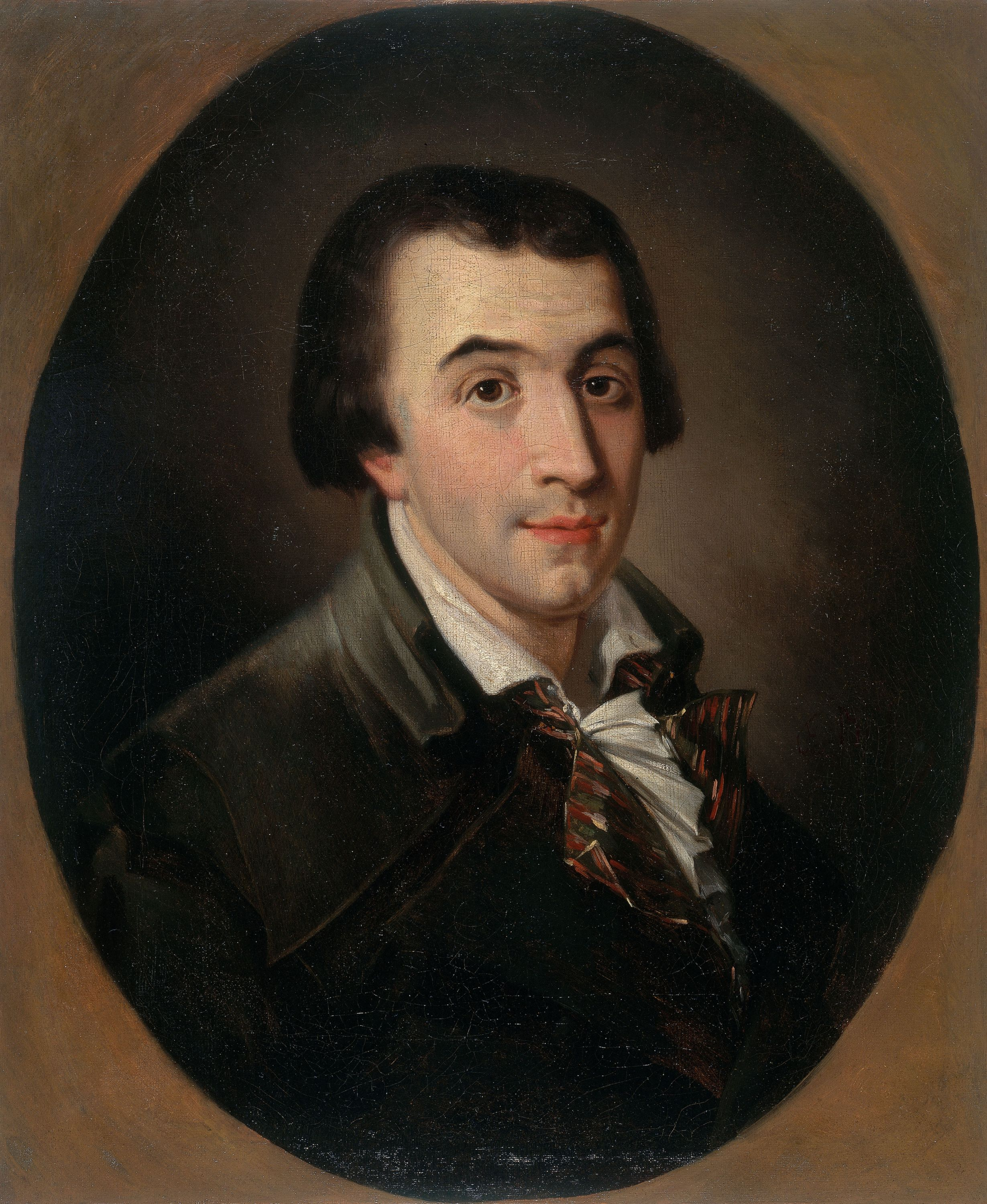
Jacques Pierre Brissot, čelný představitel girondistů (Bonneville, 1790)

Nová ústava z roku 1791 byla schválena v září 1791 a Ludvík XVI. ji pod přísahou stvrdil. Francie se tak formálně stala konstituční monarchií. Podle této nové ústavy byli v červenci 1791 zvoleni zástupci do Zákonodárného národního shromáždění – nahradilo tím Ústavodárné národní shromáždění, které se tak rozešlo. Zástupci byli zcela noví, protože podle Robespierrova návrhu nesměli tzv. konstituanti na poslance kandidovat. Na konci roku 1791 začala v Zákonodárném shromáždění, stejně jako v jakobínském klubu dominovat skupina poslanců kolem Jacquesa-Pierra Brissota, nazývaná později brissotisté či girondisté. Ti v době rostoucích obav z vojenského zásahu zahraničních monarchií podporovaných emigranty začali představovat nový radikální proud revoluce. Prosadili tak zejména vyhlášení války Rakousku, které mělo překazit plány kontrarevoluce, donutit krále vybrat si stranu a rozšířit revoluční ideje do zahraničí. Podpořili je i feuillanti s La Fayettem a dokonce sám král, který také dosadil girondistické ministry (Rolanda, Dumourieze), v naději, že nepřipravená francouzská armáda podlehne armádám zahraničním, které mu pak pomohou prosadit návrat k předrevolučním poměrům.  Spor o vyhlášení války přinesl další rozkol v jakobínském klubu. Zde proti němu vystoupil Robespierre, který tvrdil, že revoluční principy nelze šířit válečnými prostředky a sama Francie není na válku připravena, takže ji dovede buď k porážce, nebo k vnitřnímu rozkladu svobody a demokracie. Jakkoli byl v tuto chvíli i mezi jakobíny v menšině, podpořili ho novináři Marat či Demoulins a po prvních válečných neúspěších i Danton.

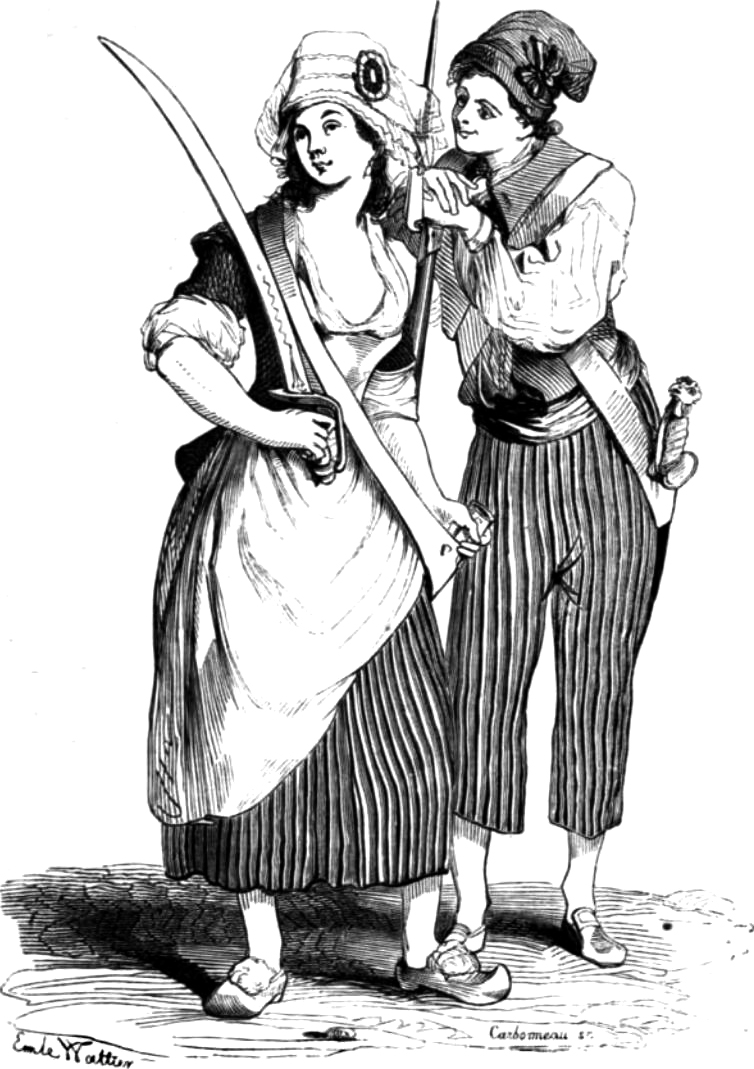
Reprezentanti sansculotů zobrazeni v typickém oděvu bez krátkých kalhot "culottes", znaku vyšších tříd (Wattier, 1842)

Válka skutečně vedla k další radikalizaci revoluce. Zvyšující se ceny potravin, stejně jako skutečnost, že účast v armádě byla očekávána i od „pasivních“ občanů nesplňující volební cenzus, vedla k novému volání po rovných politických právech bez ohledu na majetek a také po regulaci obchodu se základními potravinami. Tyto požadavky začalo reprezentovat zejména hnutí sansculotů, zatímco radikální pařížské ženy se rovněž dožadovaly práva nosit zbraně a podílet se na obraně vlasti. Právě spojení se sansculoty také posílilo doposud minoritní část jakobínů okolo Robespierra, Dantona či Marata. Tomu napomohla i skutečnost, že nepřipravená francouzská armáda byla v souladu s jejich předpovědí soustavně porážena blížícími se vojsky Rakouska a Pruska.
Válečné neúspěchy francouzské armády byly připisovány zradě tradičního a mnohdy aristokratického velení vojska, stejně jako činnosti královského dvora. Situaci eskalovalo královo odvolání girondistického ministra Rolanda, La Fayettův neúspěšný pokus dojednat spojenectví s Rakušany a v čele armády pak potlačit pařížské radikály v klubech i v Zákonodárném shromáždění  a také doručení manifestu pruského generála Brunswicka, který sliboval zničení Paříže a vyvraždění revolucionářů. Do Paříže se mezitím začaly shromažďovat dobrovolnické oddíly z celé země, tzv. federés. Ty z Marseille zpívaly novou revoluční píseň Marseillaisu, která se později stala francouzskou hymnou. Ti pak spolu s představiteli klubů a pařížskými sansculoty zorganizovali útok na Tuilerijský palác vedoucí ke svržení monarchie.

### Francie republikou

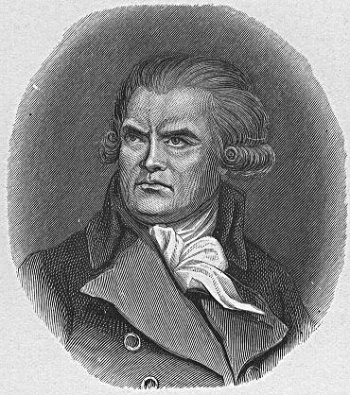
Georges Danton

V noci z 9. na 10. srpna 1792 se v Paříži rozezvučely zvony na poplach. Zástupci jednotlivých sekcí nejprve dosáhli nahrazení existující městské komuny komunou povstaleckou, v níž tak dočasně zasedli noví zástupci revoluční levice Danton, Robespierre či Marat, ale i dosavadní girondistický starosta Pétion. Její zástupci spolu s dobrovolnickými pluky a pařížskými sansculoty, kteří mezitím dobyli Tuilerijský palác, poté donutili Zákonodárné shromáždění, aby nechalo uvěznit královskou rodinu, pozastavilo její ústavní funkce a vyhlásilo volby do nového ústavodárného shromáždění (Konventu), které už měly tentokrát proběhnout za základě všeobecného mužského volebního práva.  Zákonodárné shromáždění spolu s nově vzniklou provizorní vládou (Danton, Roland...) také zavedlo nová bezpečnostní opatření – vyloučení kontrarevolučních duchovních (prêtres réfractaires) ze země či první revoluční tribunál, který měl soudit roajalistické zločiny z 10. srpna.  Ještě před svým rozpuštěním také nově definovalo manželství jako občanský svazek a zavedlo možnost rozvodu na žádost kteréhokoli z manželů (za stejných podmínek pro muže a ženy).
Zatímco na začátku září probíhaly volby do Národního konventu, dorazila do Paříže zpráva o pádu Verdunu a přiblížení zahraničních vojsk k hlavnímu městu. V následné panice došlo mezi 2. a 7. zářím ke spontánním útokům na pařížské věznice a lidovým popravám asi 1200-1400 zdejších vězňů podezřívaných z podpory zahraničních armád. Těmto „zářijovým masakrům“ nezabránil nikdo z klíčových politických autorit (ministr spravedlnosti Danton, ministr vnitra Roland či starosta Pétion) a v očích části Pařížanů byly omluveny bezprostředním nebezpečím a současným verbováním dobrovolníků do vojska, které 20. září odrazilo zahraniční armády v bitvě u Valmy. 

#### První kroky Národního konventu
Nově zvolený Národní konvent na svém prvním zasedání, dne 21. září 1792 Národní konvent sesadil krále a 22. září vyhlásil Francouzskou republiku. Jakkoli v Konventu neexistovaly politické strany v současném slova smyslu, zpravidla se mluví o rozdělení jeho 749 poslanců na "girondisty" (Brissot, Vergniaud, Pétion) na pravici, "montagnardy" (Robespierre, Danton, Marat) na levici a "Pláň" či pejorativně "Bažinu" (Carnot, Barère, Grégoire, Sieyès) ve středu. Jestliže girondisty a montagnardy spojovala víra v republikánské zřízení, zastupitelskou demokracii a systém volnotržního hospodářství, montagnardi se od girondistů odlišovali ochotou přistoupit k určitým ekonomickým regulacím a užším vazbám k pařížským sansculotům. Výsledná rozhodnutí však byla zpravidla závislá na hlasování jednotlivých členů Pláně, kteří tvořili přibližně polovinu Konventu, zatímco girondističtí poslanci představovali jen jednu pětinu a motagnardi třetinu. 

Rozdělení Konventu se projevilo i při debatě o osudu sesazeného krále. Ta se naplno rozeběhla poté, co byla v dobytém Tuilerijském paláci odhalena tajná korespondenci královské rodiny s představiteli zahraničních mocností útočících na Francii a důkazy o korupci některých revolučních politiků a jejich spolupráci s královskou rodinou (zejména se jednalo o dříve obdivovaného Mirabeaua). Konvent tak proti "občanu Ludvíku Kapetovi" otevřel 11. prosince proces za vlastizradu. Jakkoli o králově vině panovala shoda, montagnardští poslanci prosazovali odsouzení krále k trestu smrti Konventem, zatímco část jejich girondistických kolegů navrhovala rozhodnout o jeho osudu v referendu či navrhovala alternativní tresty jako doživotní uvěznění či vyhnání z republiky. V závěru procesu se pro trest smrti vyslovilo 387 z 721 přítomných poslanců (z toho 26 s konkrétními doplněními). Poprava se odehrála 21. ledna na náměstí Revoluce.  Zatímco pro část republikánů představovala definitivní konec obrazu "posvátné" královské moci, v očích odpůrců revoluce proměnila nepříliš oblíbeného Ludvíka XVI. v mučedníka a zbylé evropské monarchie šokovala. 

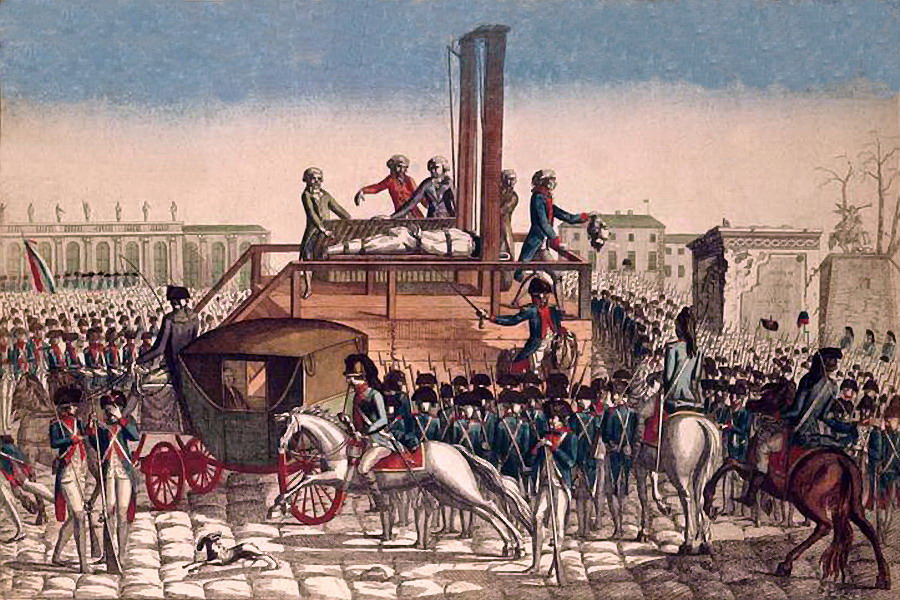
Poprava Ludvíka XVI.

K Prusku a Rakousku se připojilo Španělsko spolu s německými a italskými státy. Vůdcem této protifrancouzské koalice se stala Anglie, později se připojilo i Rusko. Revoluční armáda se musela stáhnout, aby mohla bránit Francii samotnou. Navíc v kraji Vendée propuklo kontrarevoluční monarchistické povstání rolníků, kteří nesouhlasili s dalším verbováním do vojska republiky. Novější interpretace hovoří také o nesouhlasu s celkovým postojem revolučních sil vůči církvi. Povstání bylo podporováno duchovními a šlechtici, nespokojenými se změnami a dostalo také podporu ze zahraničí, hlavně z Anglie. Odpovědí byl republikánský teror. V prosince 1793 vydala vláda rozkaz vyvraždit obyvatele v 778 farnostech. Údajně napsali: „Je třeba zmasakrovat ženy, aby nepřibývalo dětí, a děti, aby z nich nebyli zbojníci“.

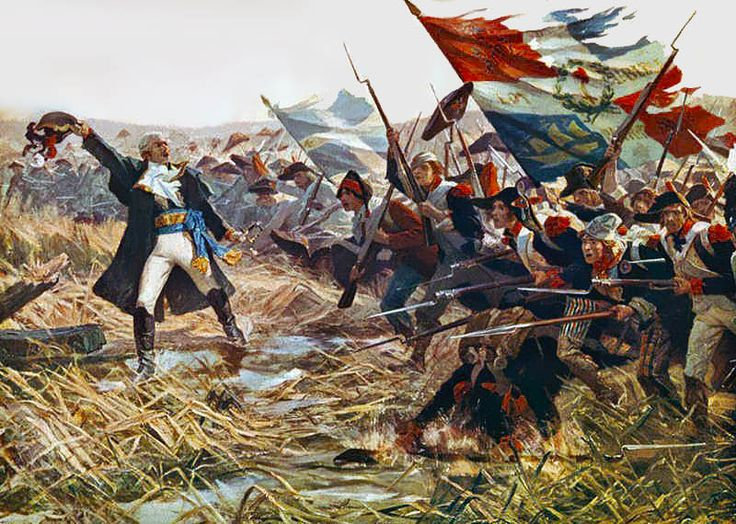
Francouzská revoluční armáda v bitvě u Jemappes
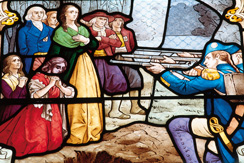
Povraždění civilistů revolučními vojsky republiky ve Vendeé

### Jakobínská diktatura a vláda teroru

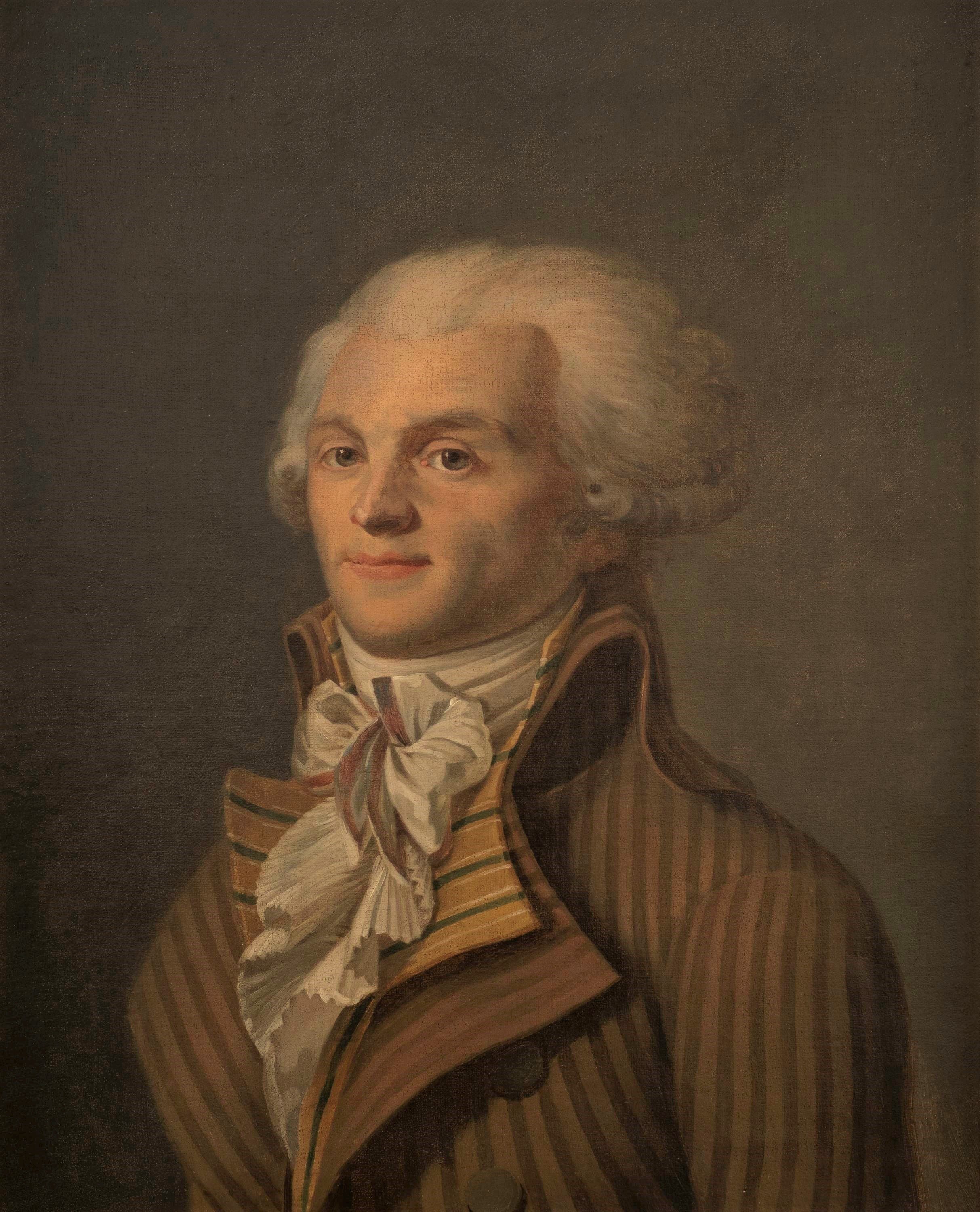
Maxmilián Robespierre – vůdce jakobínské diktatury

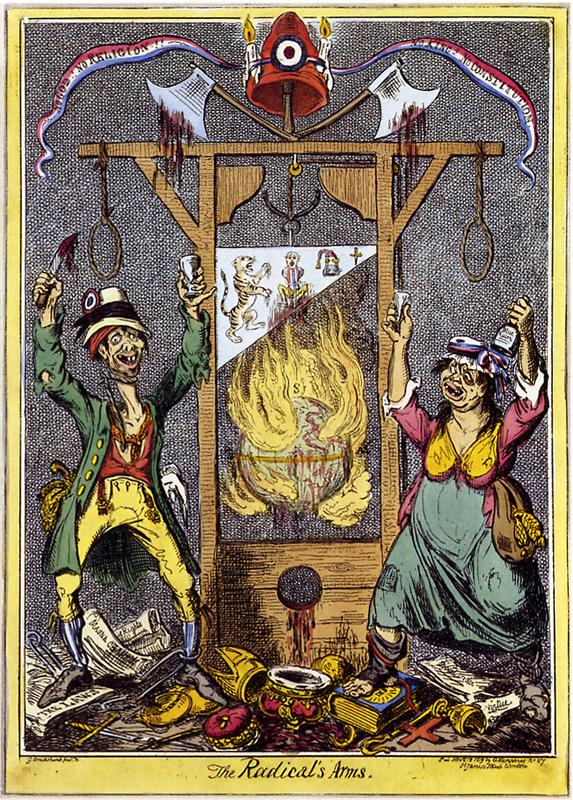
Dobová karikatura revoluční lůzy

Girondisté nebyli populární, čehož využili jejich protivníci v Konventu, tzv. Hora (levicoví poslanci v čele s Robespierrem) – 2. června 1793 zněly zvony znovu. Na 80 tisíc lidí oblehlo Konvent a předáci girondistů byli zatčeni.
Do čela revoluce se dostali jakobíni. V rámci konventu zřídili výbory (celkem 21), které postupem času získaly i moc výkonnou a soudní. Zemi řídil především Výbor pro veřejné blaho, který organizoval zásobování, obranu, zahraniční politiku a válečnou výrobu. Ve Výboru dominovala osobnost Maximiliena Robespierra, který spolu se Saint-Justem a Couthonem tvořili neformální triumvirát. Dalším revolučním orgánem byl Výbor pro všeobecnou bezpečnost, bojující s vnitřním nepřítelem a dohlížející na policii. Jakobíni zrušili veškeré feudální dávky, stanovili minimální mzdu a maximální cenu obilí. Zabavovali přebytky a přerozdělovali je. Byla vyhlášena všeobecná branná povinnost pro muže mezi 16 a 25 lety. Armáda byla zreformována, a tak byla schopna do konce roku 1793 vpád nepřátel odrazit.
Období vlády jakobínů, respektive od září 1793 do července 1794, vešlo pak ve známost jako Teror. Girondisté byli následně souzeni Revolučním tribunálem a odsouzeni k smrti gilotinou, popravena byla Marie Antoinetta. Odhaduje se, že v tomto období přišlo o život 16 tisíc Francouzů, ovšem číslo se může vyšplhat až ke 40 tisícům, protože valná většina záznamů o procesech s nepřáteli revoluce se nedochovala.[zdroj?] Jsou známy případy, kdy byly masakrovány osoby, pro odmítnutí přísahat na revoluční ústavu (např. mučednice z Orange).
Dne 24. října 1793 schválil Konvent zavedení nového, revolučního kalendáře. Za začátek letopočtu bylo zvoleno datum 22. září 1792, tedy první den Francouzské republiky. Podle tohoto kalendáře se rok dělil na 12 měsíců (jejichž jména vymyslel Fabre d'Églantine), každý měsíc měl 30 dní a dělil se na tři 10denní týdny. Bylo také zrušeno otroctví.
Jakobínský režim měl odpůrce zprava (tzv. shovívavé v čele s Dantonem) i zleva (tzv. zběsilé a hébertisty). Umírnění dantonisté chtěli smír s nepřáteli, především s Anglií, a zmírnění revolučních opatření. Radikálové prosazovali rozšíření revoluce do zahraničí a vytvoření světové revoluční republiky, chtěli také zestátnění veškeré půdy. Nový lidový režim všechny své odpůrce tvrdě stíhal a tisíce lidí skončily svůj život pod gilotinou. Na jaře 1794 byli popraveni jak vůdci hébertistů, tak i dantonistů.
Zdálo se, že Výboru pro veřejné blaho již nikdo nestojí v cestě. V Konventu i v samotném Výboru však existovaly významné rozpory ve věcech jako náboženská politika, teror, způsob vedení války, otázky vlastnictví a fungování ekonomiky v krizové situaci. Někteří vnímali s nelibostí kult Nejvyšší bytosti, který Robespierre zavedl, a vinili jeho tvůrce z toho, že se chce stát nejen diktátorem, ale dokonce i bohem. Stoupenci nového režimu rozpoutali dosud nejkrvavější vlnu teroru, jež poškodila pověst „krvežíznivého“ Robespierra. Dne 9. thermidoru (27. července 1794) byli „neúplatný“ Robespierre a další přední představitelé režimu zatčeni a poté, co neuspělo povstání pařížské Komuny na jejich podporu, byli druhého dne popraveni.

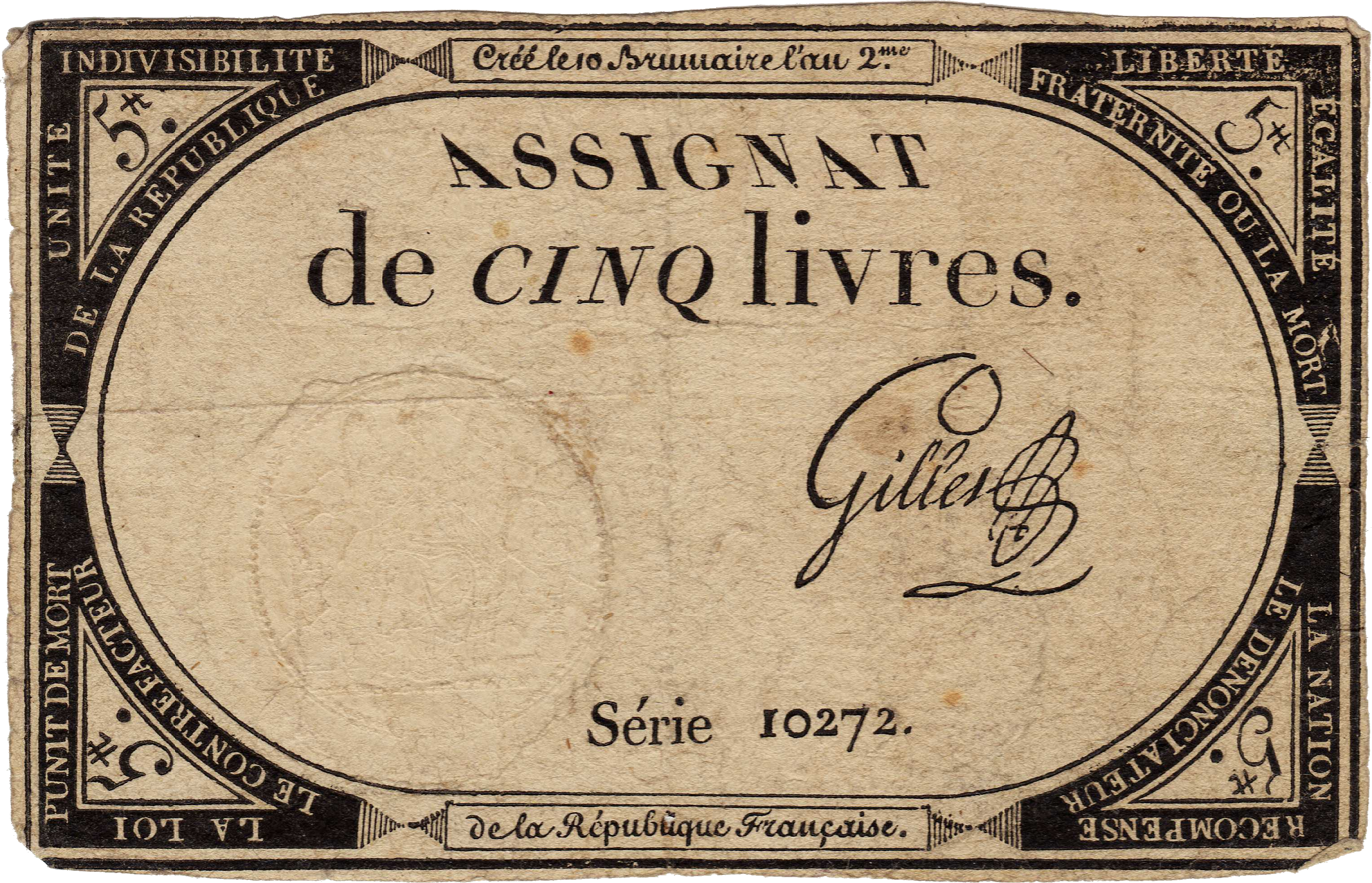
Bankovka (asignát) z roku 1794
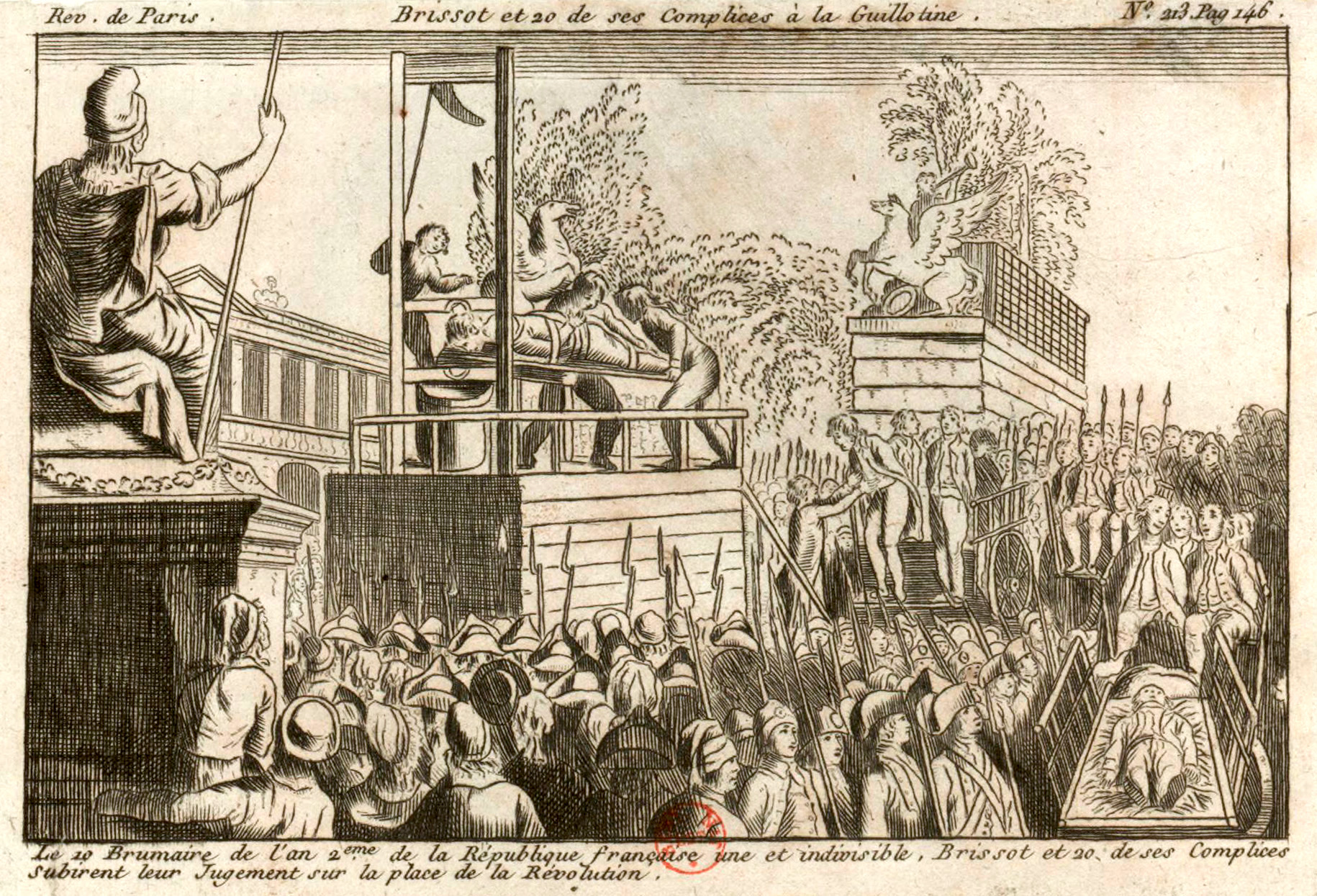
Popravy umírněných girondistů roku 1793
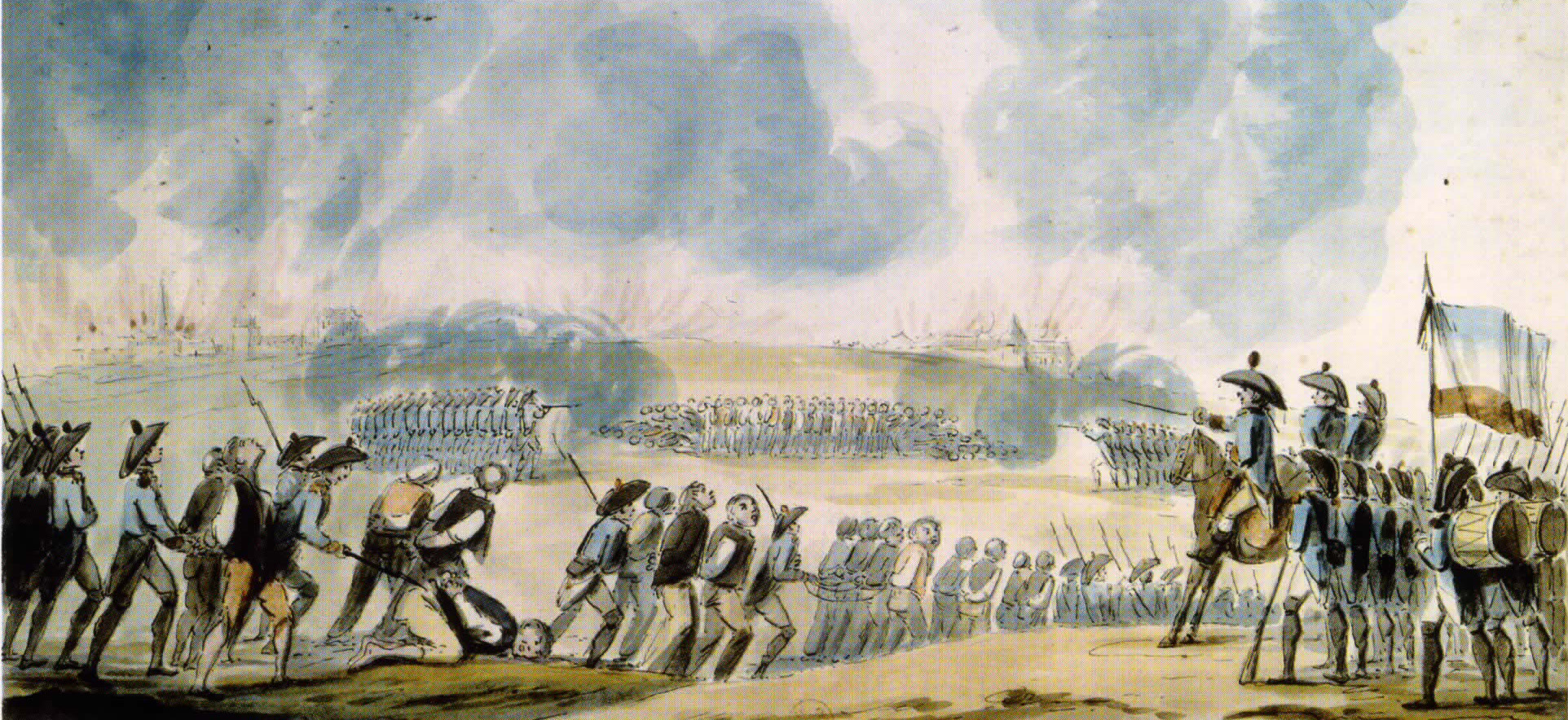
Popravy roajalistů u Nantes během povstání ve Vendée roku 1793
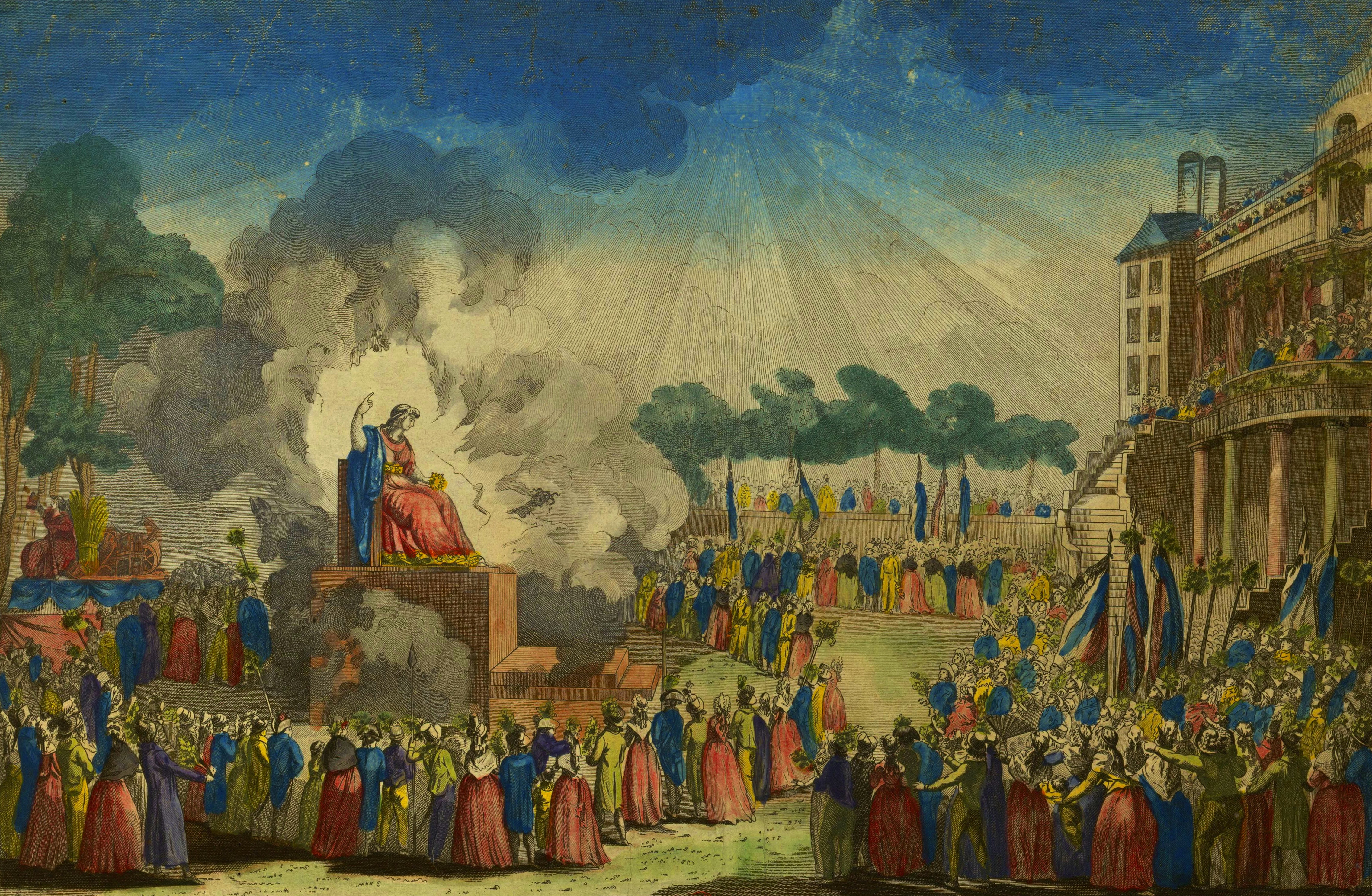
Kult Nejvyšší bytosti

### Po Thermidoru
Thermidoriáni popravili desítky Robespierrových příznivců a amnestovali část proskribovaných. Do čela Francie se roku 1795 podle nové ústavy postavilo pětičlenné Direktorium, za jehož vlády nastal „odliv revoluce“ a probíhaly čistky jakobínských aktivistů. Počátek vlády Direktoria se někdy chápe jako konec Velké francouzské revoluce, i když někteří historici poukazují na to, že v té době došlo také k upevnění některých revolučních výdobytků.[zdroj?] Dne 1. dubna 1795 (dle revolučního kalendáře 12. germinalu roku III) došlo k neúspěšnému Germinalskému povstání – lidovému povstání sansculotů, namířenému proti thermidoriánům, kdy demonstranti požadovali dostatek chleba a dodržování ústavy z roku I (1793). Na příkaz Národního Konventu pomohl demonstraci násilně rozehnat generál Jean-Charles Pichegru, který právě pobýval v Paříži. V situaci všeobecné nestability se pak v roce 1799 při brumairovém převratu chopil moci bývalý dělostřelec Napoleon Bonaparte.

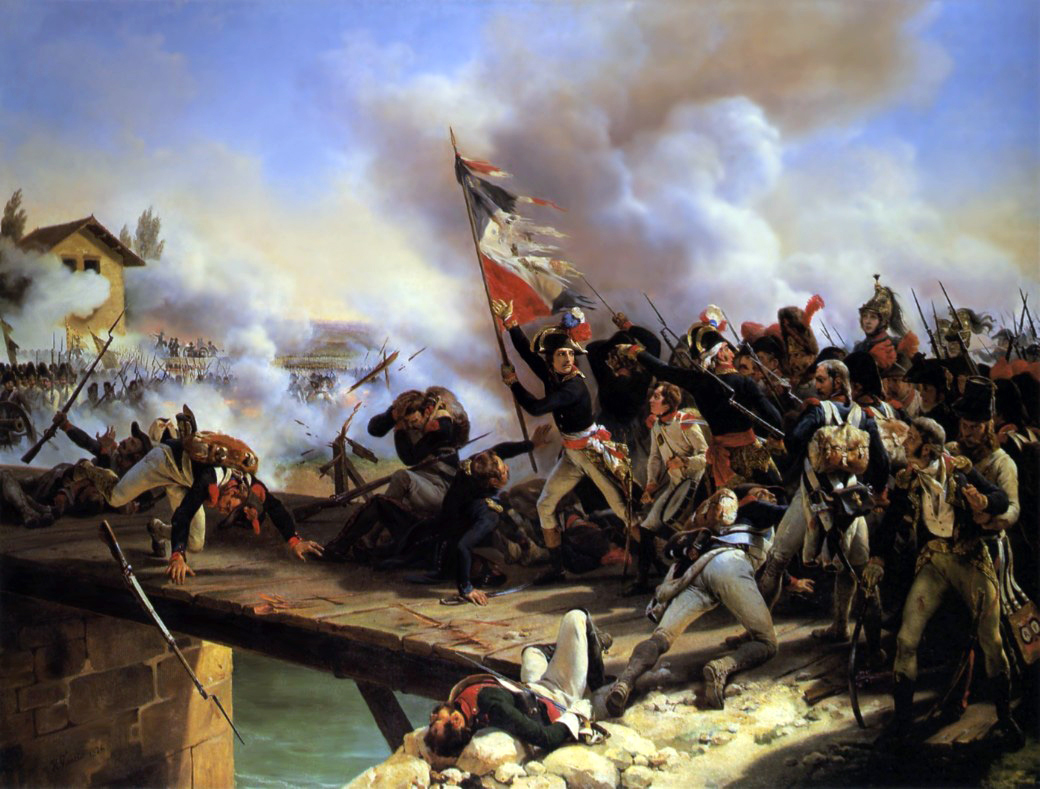
Generál Napoleon Bonaparte v čele svých vojáků v bitvě u Arcole roku 1796

## Historiografie
Revoluce z roku 1789 vyvolala mnoho značně odlišných výkladů. Revoluční historiografii lze vysledovat až ke spisům Edmunda Burkeho, Josepha de Maistre a Madame de Staël. Madame de Stael, Adolphe Thiers, Francois Mignet sdíleli liberální, buržoazní pohled na revoluční události. V podstatě to byli první opravdoví historikové revoluce. Revoluci viděli jako politické hnutí „shora“, podporované „váženými“ vrstvami národa – liberální aristokracií a buržoazií – za nápravu dlouho trvajících křivd starého režimu.
V polovině 19. století začali historici zdůrazňovat idealistickou a romantickou povahu revoluce. Thomas Carlyle, Jules Michelet, Francois Guizot, Louis Blanc, Edgar Quinet a Alphonse de Lamartine byli jednotlivci s velkými ambicemi a neomezenými obzory. Několik z těchto spisovatelů odhalilo zájem o běh francouzských dějin ve středověku (klíčový rys romantismu). Užívali si dramatu a romantiky politické události.
Na pozadí nového, pokrokového režimu – Třetí republiky – nastoleného po porážce Ludvíka Napoleona, historici přehodnotili revoluci z politického a ideologického hlediska. Dva pozoruhodní historici tohoto období jsou Hippolyte Taine a Alphonse Aulard. Dřívější historici zpracovávali historii francouzské revoluce „shora“. Rolníci se téměř neobjevují, a když se objeví, jejich myšlenky a činy jsou pouze zrcadleny myšlením aristokracie.
Marxistická historiografie začala dominovat výuce a studiu revoluce na francouzských školách a univerzitách ve 20. století. Po dlouhé nadvládě marxistické ortodoxie se objevila nová myšlenka, která se snažila revidovat tu první. Tato škola považovala marxistickou ideologii za chybnou a svou kritiku prezentovala tiše nebo stěží.
Neo-liberálové zpochybňují pozici, kterou stanovil François Furet. Jejich interpretace tvrdí, že kolektivní násilí v prvních letech revoluce bylo často účelové a nezbytné pro nastolení liberálního a svobodného státu. Důležitým nedávným trendem v popisu francouzské revoluce bylo doplnění ženské a genderové historie.
| Interpretace                          | Autor                  | Popis |
| ------------------------------------- | ---------------------- | --- |
| Raní historici                        | Edmund Burke           | Starý režim nepovažoval za nepřátelský a utlačovatelský a řekl, že pár změn by ho mohlo udělat dokonalým. Revoluce byla dítětem spiknutí několika ambiciózních lidí (literátů, filozofů). Následoval je ‚dav‘ nebo ‚svinský zástup‘ hladový po kořisti. |
| Raní historici                        | Abbe Barruel           | Revoluci považoval za ‚špatnou‘ věc, ohavnost. Byl milovníkem svobody, ale nesnášel násilí. Barruel obvinil z revoluce Voltaira za jeho protikřesťanské učení a Rousseaua a Montesquieua za jejich antimonarchické spisy. |
| Raní historici                        | Joseph de Maistre      | Věřil v přirozený společenský a politický řád. Věřil, že monarcha je pro Francii přirozený. Tvrdil, že člověk má spíše povinnosti než práva. Útočil na intelektuály, rozum i samotný pojem práva. |
| Raní historici                        | Mary Wollstonecraftová | Vehementně odsoudila Burkovy myšlenky. Řekla, že od Burka lze očekávat určitou dávku zdvořilosti a že by neměl kritizovat Francouze, že je Angličan. Byla naprosto radikální a naprosto podporovala revoluci. Mary obdivovala změny, které přinesla revoluce. |
| Raní historici                        | Thomas Paine           | Byl fascinován revolucí a jeho podporou pro věc. Ve svých myšlenkách byl liberální a pokrokový. Paine nesouhlasil s popravou krále. |
| Liberální historici doby restaurování | Madame de Staël        | Panuje obecná shoda, že její dílo „Úvahy o hlavních událostech francouzské revoluce“ (1818) bylo první konvenční historií revoluce. Podporovala ‚umírněné‘ Girondiny a mluví o jejich ‚neohrožené výřečnosti‘. Byla pro konstituční monarchii. Bylo velmi přirozené, že se vehementně postavila proti vládě teroru a také proti gilotinaci krále a královny. |
| Liberální historici doby restaurování | Adolphe Thiers         | Došlo k posunu v ideologii. Dříve kritiku revoluce nakonec přišel podpořit. Thiers projevoval nedostatek skutečného zájmu o obyčejné lidi. Také ignoroval myšlenku hlasovacího práva pro každého. |
| Liberální historici doby restaurování | Francois Mignet        | Obecné stanovisko bylo, že k revoluci došlo kvůli převažujícím sociálním a ekonomickým podmínkám ve Francii. V mnoha ohledech byl ochoten ji bránit, ale jako umírněný a liberál byl terorem z let 1793-94 zcela odcizen. |
| Idealističtí a romantičtí historici   | Thomas Carlyle         | Popsal revoluci barvitě a dramaticky. Carlyle kladl důraz na dopad francouzské revoluce na společnost a svět. |
| Idealističtí a romantičtí historici   | Jules Michelet         | Ve své knize Le Peuple zdůraznil dynamickou roli obyčejných lidí. Nedefinuje však jasně termín – „Lidé“ pravděpodobně znamenali celek třetího stavu. Revoluce byla podle něj spontánním povstáním celého francouzského národa proti despotismu, drtivé chudobě a nespravedlnosti tehdejšího režimu. Nepodporoval vládu teroru. |
| Idealističtí a romantičtí historici   | Francois Guizot        | Mluvil o roce 1789 z hlediska ‚růstu civilizace‘. Byl prvním ministrem krále Ludvíka Filipa. Slyšel, že Francie postupuje vpřed. Popřel boj za snížení úrovně majetkové kvalifikace potřebné pro hlasování. Lidé by se podle něj měli obohatit natolik, aby si mohli dovolit volit. Guizot žil ve svém vlastním ráji a odmítal rozpoznávat hlasy lidí. |
| Idealističtí a romantičtí historici   | Edgar Quinet           | Zajímal se o vztah mezi republikanismem a křesťanstvím. Byl zastáncem Jakobína. Prosazoval protestantskou věc ve Francii. Rok 1789 také interpretoval jako symbol duchovní obrody. Revoluce podle něj posílila postavení Francie ve světě. |
| Idealističtí a romantičtí historici   | Louis Blanc            | Byl socialista. Revoluci viděl jako slavnou a úžasnou událost. Měl bezpodmínečnou lásku k Robespierrovi. Teror byl vnímán jako nutnost. Blanc podporoval republiku dílen provozovaných obyčejnými lidmi. |
| Idealističtí a romantičtí historici   | Alexis de Tocqueville  | Byl to provinční aristokrat se silnými liberálními sklony. Napsal, že Francouzskou revoluci ‚připravili ti nejcivilizovanější, ale provedli ji ty nejbarbarštější a nejhrubší vrstvy národa.‘ Soustředí se na starověký režim více než na revoluci. Kritizoval Micheletův názor na revoluci jako spontánní vzpouru bídy. Říká, že Francie prosperovala. Podle něj to bylo proto, že střední třída byla bohatší a uvědomělejší a rolníci se osvobozovali, že se utlačující feudální systémy staly nesnesitelnými. To vedlo k revoluci. |
| Historici třetí republiky             | Alphonse Aulard        | Byl prvním francouzským historikem, který aplikoval systematické používání pramenů na dílo moderních dějin. Pařížská městská rada mu v roce 1889 udělila svého prvního předsedy Dějin francouzské revoluce na Sorbonně. Aulard psal republikánskou historii Francie a neměl žádné pochopení pro monarchii. Podle jeho názoru despotické zneužívání Ancien Régime ospravedlnilo násilné povstání v roce 1789. |
| Historici třetí republiky             | Hippolyte Taine        | Byl bývalý liberál, který se po událostech roku 1871 stal konzervativním. Podporoval republiku ve Francii pod Girondistama a ne jakobíny. Peter Davies ho nazývá obrem kontrarevoluční tradice. |
| Marxističtí/klasičtí historici        | Jean Jaures            | Byl socialista. Jeho díla jsou ekonomickou a sociální interpretací původu a průběhu revolučně evidentních rozporů v rámci třetího stavu a započali systematické zkoumání role, kterou sehráli rolníci. |
| Marxističtí/klasičtí historici        | Albert Mathiez         | Byl nejvíce levicovým historikem revoluce. Obhajoval Robespierrovo úsilí zachránit Francii prostřednictvím teroru. Ten podle jeho názoru nebyl diktátor, ale demokratický politik reagující na lidové tlaky ze strany pařížských dělníků. Prozkoumal pařížské sans-culottes a jejich mluvčí ve své Société des Etudes Robespierristes, která vydávala dokumentární sbírky, knihy a odborný časopis Annales. |
| Marxističtí/klasičtí historici        | Georges Lefebvre       | Průkopnická studia poprvé představovala rolníky revoluce nikoli jako jedinou nediferencovanou třídu, ale jako konglomerát značně odlišných sociálních skupin. Jejich požadavky na kontrolované nájemné a rozdělení nemovitostí zůstaly bez povšimnutí, a tak zůstali chudí a nespokojení po další generace. Udělal také průlomovou práci na venkovské panice („Velký strach“) z roku 1789. |
| Marxističtí/klasičtí historici        | Albert Soboul          | Argumentuje ‚buržoazní-rolnickou-revolucí.‘ Rozsáhle přispěl ke studiu městské práce sans-culottes (komplikující faktor revoluce) a nabídl obrovskou hloubku v otázce role rolnictva. |
| Měkcí revizionisté                    | Alfred Cobban          | Často nazývaný otec revizionismu vydal svou knihu Social Interpretation of French Revolution v roce 1964. Zaútočil na to, čemu se říkalo ‚mýtus‘ revoluce. Ptal se, zda Revoluci vedla nastupující buržoazie. Při analýze těch vůdců třetího stavu, kteří se postavili králi a aristokracii, bylo pouze 13 procent obchodníků, továrníků nebo finančníků. Cobban tvrdil, že největší počet vůdců byl z profesionální třídy (řady místních, drobných veřejných činitelů – správců, žalobců, soudců). Cobban prakticky popřel buržoazii jakoukoli zásluhu na konci panského systému. Tvrdil, že francouzská revoluce byla sociální revolucí; ale byl to jeden z „pozoruhodných“ ne kapitalistů. |
| Měkcí revizionisté                    | George Taylor          | Byl schopen prokázat, že prosperující francouzská buržoazie v předvečer revoluce byla stejně jako každý bohatý aristokrat nebo šlechtic povinna investovat svůj kapitál do „vlastnického zboží. Tvrdil, že 13 procent komerční třídy nemělo o revoluci zájem. |
| Měkcí revizionisté                    | William Doyle          | Pochyboval o termínu buržoazní revoluce. Tvrdil, že okolnosti byly ve skutečnosti při dosahování výsledku silnější než jakákoli záměrná lidská činnost. Říká, že „Francouzskou revoluci neudělali revolucionáři. Bylo by pravdivější říci, že revolucionáři vytvořili revolucionáři. |
| Tvrdí revizionisté                    | Jacob Talmon           | Analyzoval všechny aspekty totalitarismu a porovnával jakobínské metody s nástupem totalitních režimů 20. století. Tvrdil, že francouzský stát se během teroru stal „totalitní demokracií“ v tom smyslu, že jeho sociální programy byly navrženy tak, aby změnily běh života každého občana. Raynauld Sécher, rozšiřuje Talmonův názor argumentem, že teror vyvrcholil genocidní kampaní ve Vendée připomínající hrůzy dvacátého století. |
| Tvrdí revizionisté                    | Francois Furet         | Je nepochybně ústřední postavou tvrdého revizionismu. Mluvil z politické dimenze. Zdůraznil návrat k politické teorii a intelektuální historii. Podnítil nové zájmy o kulturní dějiny revoluce. Furet tvrdil, že vyspělé demokratické myšlenky určitých osvícených filozofů, jako byl Jean-Jacques Rousseau, se staly srdcem a duší Francouzské revoluce. Tvrdil, že revoluce přijala radikální ideologii lidové suverenity. Demokracie znamenala moc národního státu porazit ty, kteří se postavili jeho vůli. Furet uvádí, že trajektorie revoluce od jejího prvního dne směřovala ke státu, který používal demokratickou ideologii k vládnutí despotickým způsobem. Tento proces vyvrcholil Vládou teroru. Pro Fureta nebyl Teror náhodnou fází revoluce, ale spíše symbolem celé revoluce. Jeho postoj k revoluční době je hluboce konzervativní. Furet tvrdil, že revoluce byla od začátku radikální. |
|                                       | Keith Baker            | Keith Baker Fureta silně podporoval. Baker se ve svých dílech pokusil oživit intelektuální historii revoluce sledováním toho, jak určité rousseauovské prvky politické ideologie osvícenství zmutovaly v revoluční jakobinismus. Baker tvrdil, že přijetím Rousseauovy teorie obecné vůle jako základu pro odmítnutí absolutního královského veta v roce 1789 Ústavodárné shromáždění „se rozhodlo pro teror“. (Umístil Teror přímo do středu revolučního procesu). |
| Feminismus                            | Lynn Hunt              | Zkoumala, proč jakobíni nahradili Marianne Herkulem jako antropomorfním symbolem francouzského národa. Ukazuje, jak postoje k francouzské královně prozrazují mnohé o způsobech, kterými francouzští revoluční vůdci doufali, že utvářejí sexuální role v nové republice. |
| Feminismus                            | Joan Landes            | Feministická kritika (levicová) současného patriarchálního omezení ženské politické moci. Tvrdila, že rozhodujícím faktorem pro ženy během francouzské revoluce nebyla jejich účast, ale spíše jejich úplné formální vyloučení z politického života. Konkrétně obviňuje Rousseaua z vývoje jakobínského myšlení ohledně pohlaví. Landes tak tvrdil, že nová „buržoazní politická sféra“ byla v mnoha ohledech zpátečničtější než to, co elitní ženy zažily za starého režimu. |
|                                       | Olwen Hufon            | Revoluci vidí především jako pokus velkoměstských lidí ovládnout masy chudých venkovských rolníků. |